# Deutschland Cup (Austragungen)

Logo des Deutschland Cups

Die folgende Auflistung zeigt alle Ergebnisse des Eishockeyturniers Deutschland Cup seit dem Jahr 1987.
| Inhaltsverzeichnis 1987 1988 1990 1991 1992 1993 1994 1995 1996 1997 2000 2001 2002 2003 2004 2005 2006 2007 2008 2009 2010 2011 2012 2013 2014 2015 2016 2017 2018 2019 2020 2021 2022 2023 2024 2025 |

## Austragung 1987
Der Deutschland Cup 1987 wurde vom 28. bis 30. Dezember 1987 in Stuttgart ausgetragen. Neben der deutschen Nationalmannschaft nahmen die Auswahlen der Tschechoslowakei und Polens am Wettbewerb teil.

### Spiele
|  | Tschechoslowakei | 3:2 (1:0, 2:1, 0:1) | Polen |  |

|  | Polen | 1:5 (0:3, 1:0, 0:2) | BR Deutschland |  |

|  | Tschechoslowakei | 3:2 (0:1, 1:0, 2:1) | BR Deutschland |  |

### Tabelle
| Platz | Team             | Spiele | Tore | Punkte |
| ----- | ---------------- | ------ | ---- | ------ |
|       | Tschechoslowakei | 2      | 6:4  | 4      |
|       | BR Deutschland   | 2      | 7:4  | 2      |
|       | Polen            | 2      | 3:8  | 0      |

## Austragung 1988
Der Deutschland Cup 1988 fand am 27., 29. und 30. Dezember in Stuttgart statt. Neben Gastgeber Deutschland nahmen die Schweiz, Polen sowie eine UdSSR-Auswahl, die überwiegend aus Spielern vom HK Spartak Moskau bestand, am Wettbewerb teil.

### Spielplan
|  | Deutschland | 2:5 (2:3, 0:2, 0:0) | UdSSR-Auswahl |  |

|  | Schweiz | 5:4 (0:2, 1:1, 4:1) | Polen |  |

|  | UdSSR-Auswahl | 8:4 (2:0, 2:3, 4:1) | Polen |  |

|  | BR Deutschland | 8:7 (3:0, 3:4, 2:3) | Schweiz |  |

|  | UdSSR-Auswahl | 2:1 (0:0, 0:0, 2:1) | Schweiz |  |

|  | BR Deutschland | 5:1 (2:0, 2:0, 1:1) | Polen |  |

### Abschlusstabelle

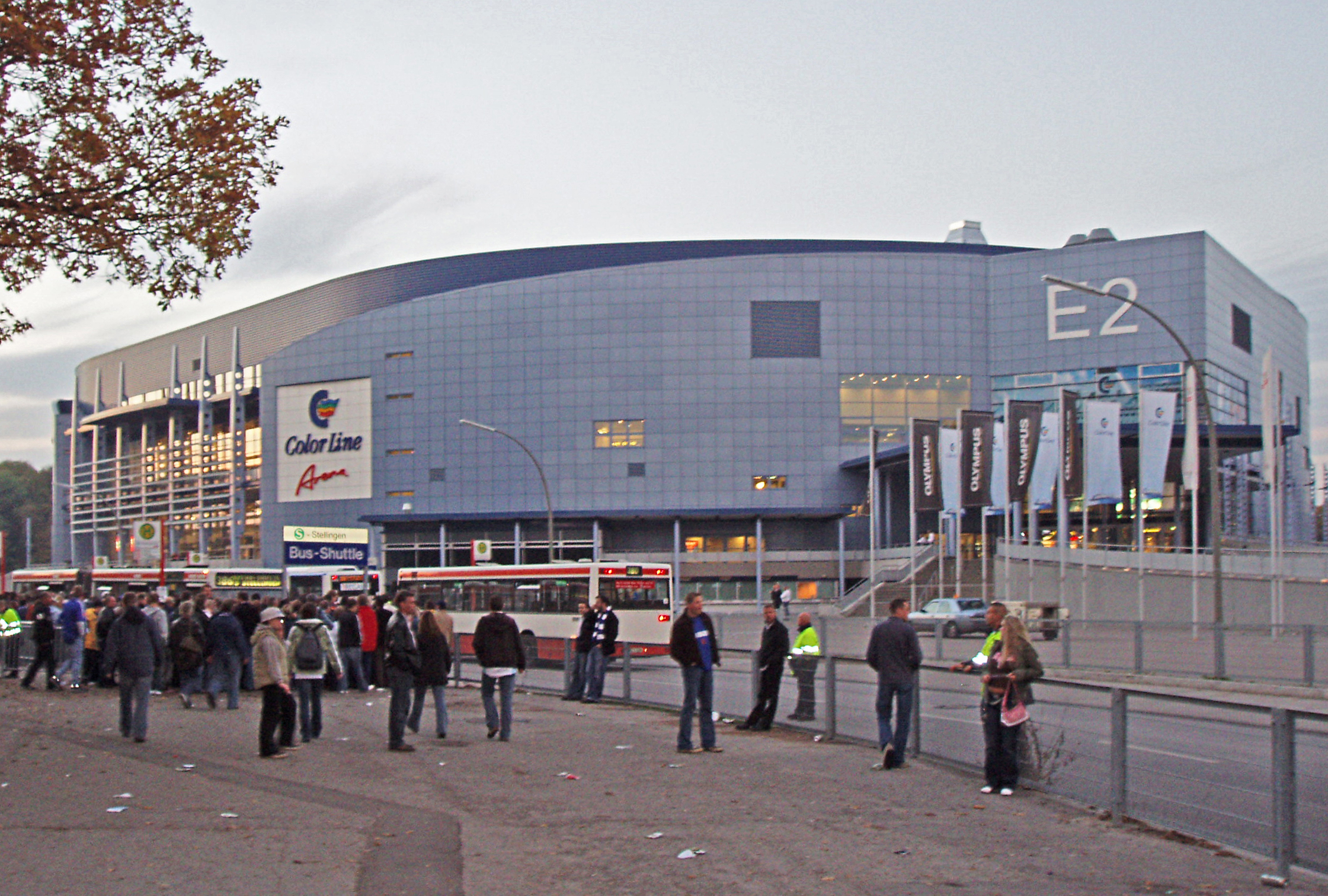
Die Color Line Arena in Hamburg

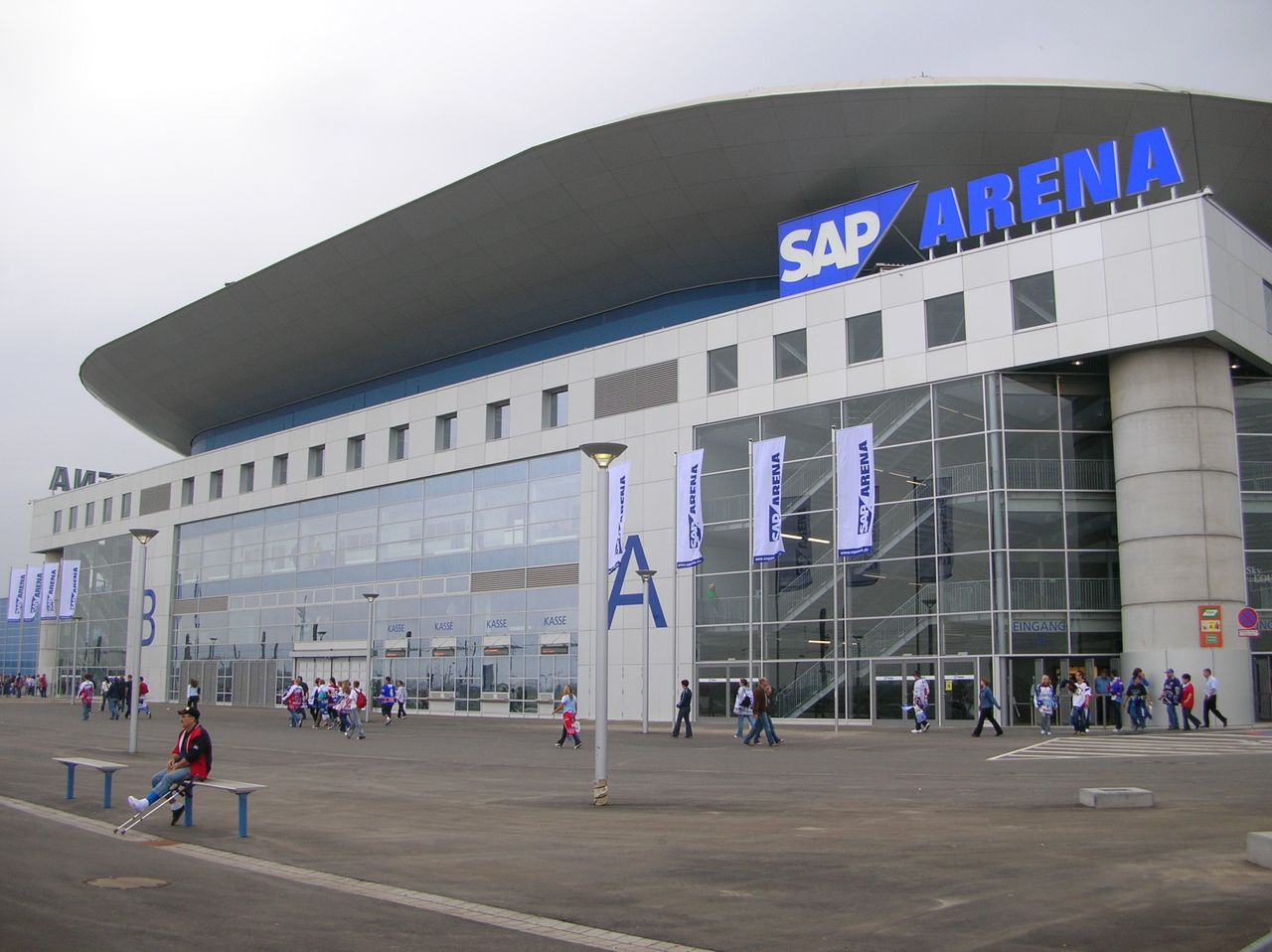
Die SAP-Arena in Mannheim

| Platz | Team           | Spiele | Tore  | Punkte |
| ----- | -------------- | ------ | ----- | ------ |
|       | UdSSR-Auswahl  | 3      | 15:07 | 6      |
|       | BR Deutschland | 3      | 15:13 | 4      |
|       | Schweiz        | 3      | 13:14 | 2      |
| 4.    | Polen          | 3      | 09:18 | 0      |

## Austragung 1990
Der Deutschland Cup 1990 wurde am 8., 10. und 11. November 1990 in Stuttgart ausgetragen. Neben dem Gastgeber Deutschland nahmen Finnland, Schweden und die Tschechoslowakei teil.

### Spielplan
|  | Tschechoslowakei | 3:6 (2:0, 1:4, 0:2) | Schweden |  |

|  | Deutschland | 3:2 (1:0, 2:2, 0:0) | Finnland |  |

|  | Finnland | 2:0 (0:0, 0:0, 2:0) | Tschechoslowakei |  |

|  | Deutschland | 1:5 (0:1, 0:3, 1:1) | Schweden |  |

|  | Deutschland | 2:4 (1:1, 0:2, 1:1) | Tschechoslowakei |  |

|  | Finnland | 4:2 (0:0, 1:0, 3:2) | Schweden |  |

### Abschlusstabelle
| Platz | Team             | Spiele | Tore  | Punkte |
| ----- | ---------------- | ------ | ----- | ------ |
|       | Finnland         | 3      | 08:05 | 4      |
|       | Schweden         | 3      | 13:08 | 4      |
|       | Tschechoslowakei | 3      | 07:10 | 2      |
| 4.    | Deutschland      | 3      | 06:11 | 2      |

Bei gleicher Punktanzahl entschied der direkte Vergleich.

## Austragung 1991
Der Deutschland Cup 1991 fand erstmals nicht in Stuttgart, sondern in der Eissporthalle Frankfurt statt. Neben Gastgeber Deutschland nahmen Schweden, die Tschechoslowakei sowie die Nationalmannschaft der UdSSR am Wettbewerb teil.

### Spielplan
|  | Tschechoslowakei | 4:6 (2:3, 0:1, 2:2) | Schweden |  |

|  | Deutschland | 3:5 (1:3, 2:0, 0:2) | UdSSR |  |

|  | UdSSR | 6:3 (2:1, 1:0, 3:2) | Tschechoslowakei |  |

|  | Deutschland | 2:3 (1:1, 0:2, 1:0) | Schweden |  |

|  | Deutschland | 4:3 (1:1, 2:1, 1:1) | Tschechoslowakei |  |

|  | UdSSR | 2:2 (1:2, 0:0, 1:0) | Schweden |  |

### Abschlusstabelle
| Platz | Team             | Spiele | Tore  | Punkte |
| ----- | ---------------- | ------ | ----- | ------ |
|       | UdSSR            | 3      | 13:08 | 5      |
|       | Schweden         | 3      | 10:07 | 5      |
|       | Deutschland      | 3      | 08:10 | 2      |
| 4.    | Tschechoslowakei | 3      | 10:16 | 0      |

## Austragung 1992
Der Deutschland Cup 1992 fand vom 6. bis 8. November 1992 erneut in Stuttgart statt. Neben dem Gastgeber Deutschland nahmen der Olympiasieger Russland, die Tschechoslowakei und Kanada teil.

### Spielplan
| 6. November 1992 | Tschechoslowakei | 7:4 (2:0, 2:3, 3:1) | Kanada |  |

| 6. November 1992 | Deutschland | 4:5 (0:2, 2:3, 2:0) | Russland |  |

| 7. November 1992 | Russland | 3:1 (1:0, 1:1, 1:0) | Tschechoslowakei |  |

| 7. November 1992 | Deutschland | 5:3 (2:1, 3:0, 0:2) | Kanada |  |

| 8. November 1992 | Deutschland | 4:3 (0:0, 3:2, 1:1) | Tschechoslowakei |  |

| 8. November 1992 | Russland | 6:3 (3:0, 1:3, 2:1) | Kanada |  |

### Abschlusstabelle
| Platz | Team             | Spiele | Tore  | Punkte |
| ----- | ---------------- | ------ | ----- | ------ |
|       | Russland         | 3      | 14:08 | 6      |
|       | Deutschland      | 3      | 13:11 | 4      |
|       | Tschechoslowakei | 3      | 11:11 | 2      |
| 4.    | Kanada           | 3      | 10:18 | 0      |

## Austragung 1993
Der Deutschland Cup 1993 wurde vom 4. bis 7. November 1993 in den Städten Stuttgart, Ulm, Bietigheim und Pforzheim ausgetragen. Die Mannschaften Russlands, Kanadas, Finnlands, Deutschlands, Tschechiens und der Schweiz starteten in der Vorrunde in zwei Gruppen. Die beiden Gruppensieger bestritten anschließend das Finale um den Turniersieg, die beiden Zweitplatzierten spielten den dritten Platz aus.

### Vorrunde

#### Gruppe A
|  | Kanada | 3:1 (1:0, 0:1, 2:0) | Schweden | Ulm |

|  | Deutschland | 2:3 (1:1, 0:0, 1:2) | Schweden | Stuttgart |

|  | Deutschland | 3:2 (1:0, 0:1, 2:1) | Kanada | Stuttgart |

| Platz | Team        | Spiele | Tore | Punkte |
| ----- | ----------- | ------ | ---- | ------ |
| 1.    | Kanada      | 2      | 5:4  | 2      |
| 2.    | Deutschland | 2      | 5:5  | 2      |
| 3.    | Schweden    | 2      | 4:5  | 2      |

#### Gruppe B
Anmerkung: Nach dem ersten Spieltag der Gruppe B, spielten die Sieger der beiden Partien gegeneinander um den Gruppensieg, die Verlierer um Platz 3. Daher hatten die Mannschaften nur zwei Spiele zu absolvieren.
| 4. November 1993 | Tschechien | 0:1 (0:1, 0:0, 0:0) | Finnland | Pforzheim |

| 4. November 1993 | Russland | 2:1 n. V. (1:0, 0:1, 0:0, 1:0) | Schweiz | Bietigheim |

| 5. November 1993 | Schweiz | 2:7 (0:3, 1:4, 1:0) | Tschechien | Stuttgart |

| 6. November 1993 | Finnland | 0:2 (0:1, 0:1, 0:0) | Russland | Stuttgart |

| Platz | Team       | Spiele | Tore | Punkte |
| ----- | ---------- | ------ | ---- | ------ |
| 1.    | Russland   | 2      | 4:1  | 4      |
| 2.    | Finnland   | 2      | 1:2  | 2      |
| 3.    | Tschechien | 2      | 8:2  | 2      |
| 4.    | Schweiz    | 2      | 3:9  | 0      |

### Spiel um Platz 3
| 7. November 1993 | Deutschland | 2:3 n. P. | Finnland | Stuttgart |

### Finale
| 7. November 1993 | Kanada | 1:2 (1:1, 0:1, 0:0) | Russland | Stuttgart |

## Austragung 1994
Der Deutschland Cup 1994 fand vom 3. bis 6. November 1994 in den Städten Stuttgart, Pforzheim und Neu-Ulm statt. Zum ersten und bislang einzigen Mal nahm neben Nationalmannschaften auch ein „DEL All-Star-Team“, bestehend aus den besten Spielern der damals neu gegründeten Deutschen Eishockey Liga, am Wettbewerb teil.

### Vorrunde

#### Gruppe A
|  | Kanada | 2:3 (0:0, 2:0, 2:1) | Slowakei | Pforzheim |

|  | Slowakei | 1:0 (0:0, 0:0, 1:0) | Deutschland | Stuttgart |

|  | Deutschland | 1:2 (1:1, 0:0, 0:1) | Kanada | Stuttgart |

| Platz | Team        | Spiele | Tore | Punkte |
| ----- | ----------- | ------ | ---- | ------ |
| 1.    | Slowakei    | 2      | 4:2  | 4      |
| 2.    | Kanada      | 2      | 4:4  | 2      |
| 3.    | Deutschland | 2      | 1:3  | 0      |

#### Gruppe B
|  | DEL All-Stars | 4:4 (0:3, 4:0, 1:0) | Finnland | Stuttgart |

|  | Finnland | 2:3 (0:0, 1:1, 1:2) | Tschechien | Stuttgart |

|  | Tschechien | 3:2 (1:0, 1:0, 1:2) | DEL All-Stars | Stuttgart |

| Platz | Team          | Spiele | Tore | Punkte |
| ----- | ------------- | ------ | ---- | ------ |
| 1.    | Tschechien    | 2      | 6:4  | 4      |
| 2.    | Finnland      | 2      | 6:7  | 1      |
| 3.    | DEL All-Stars | 2      | 6:7  | 1      |

### Spiel um Platz 5
| 6. November 1994 | Deutschland | 4:6 (3:1, 0:3, 1:2) | DEL All-Stars | Stuttgart |

### Spiel um Platz 3
| 6. November 1994 | Kanada | 4:2 (1:2, 1:0, 2:0) | Finnland | Stuttgart |

### Finale
| 6. November 1994 | Slowakei | 3:4 (1:0, 1:0, 1:4) | Tschechien | Stuttgart |

## Austragung 1995
Der Deutschland Cup 1995 wurde vom 2. bis 4. November in Stuttgart, Füssen und Memmingen ausgetragen.

### Vorrunde

#### Gruppe A
| November 1995 | Finnland | 4:5 (1:1, 1:2, 2:2) | Schweden | Füssen |

| November 1995 | Tschechien | 6:7 (1:3, 2:2, 3:3) | Finnland | Stuttgart |

| November 1995 | Schweden | 0:3 (0:0, 0:0, 0:3) | Tschechien | Stuttgart |

| Platz | Team       | Spiele | Tore  | Punkte |
| ----- | ---------- | ------ | ----- | ------ |
| 1.    | Tschechien | 2      | 09:07 | 2      |
| 2.    | Finnland   | 2      | 11:11 | 2      |
| 3.    | Schweden   | 2      | 05:07 | 2      |

#### Gruppe B
| November 1995 | Schweiz | 1:1 (0:0, 0:0, 1:1) | Kanada | Memmingen |

| November 1995 | Kanada | 2:4 (1:1, 0:1, 1:2) | Deutschland | Stuttgart |

| November 1995 | Deutschland | 3:2 (0:0, 3:1, 0:1) | Schweiz | Stuttgart |

| Platz | Team        | Spiele | Tore | Punkte |
| ----- | ----------- | ------ | ---- | ------ |
| 1.    | Deutschland | 2      | 7:4  | 4      |
| 2.    | Schweiz     | 2      | 3:4  | 1      |
| 3.    | Kanada      | 2      | 3:5  | 1      |

### Spiel um Platz 5
| 5. November 1995 | Schweden | 5:2 (2:0, 1:1, 2:1) | Kanada | Stuttgart |

### Spiel um Platz 3
| 5. November 1995 | Finnland | 6:0 (2:0, 3:0, 1:0) | Schweiz | Stuttgart |

### Finale
| 5. November 1995 | Tschechien Drahomír Kadlec (33.) | 1:2 n. V. (0:0, 1:0, 0:1, 0:1) | Deutschland Benoît Doucet (43.) Daniel Nowak (60:53) | Stuttgart |

Bester Scorer des Turniers wurde Esa Keskinen  mit 3 Toren und 4 Vorlagen.

## Austragung 1996
Der Deutschland Cup 1996 wurde vom 1. bis 3. November 1996 in Stuttgart ausgetragen. Neben Gastgeber Deutschland nahmen erstmals Italien sowie Kanada und die Slowakei am Turnier teil, dass nun wieder in einer einfachen Jeder-gegen-Jeden-Runde ausgespielt wurde.

### Spielplan
| November 1996 | Kanada | 4:3 (0:1, 3:2, 1:0) | Slowakei | Stuttgart |

| November 1996 | Deutschland | 3:1 (2:1, 0:0, 1:0) | Italien | Stuttgart |

| November 1996 | Italien | 1:1 (0:0, 1:0, 0:1) | Slowakei | Stuttgart |

| November 1996 | Deutschland | 4:2 (1:0, 1:2, 2:0) | Kanada | Stuttgart |

| November 1996 | Kanada | 1:4 (1:1, 0:2, 0:1) | Italien | Stuttgart |

| November 1996 | Slowakei | 1:4 (1:2, 0:1, 0:1) | Deutschland | Stuttgart |

Bester Scorer wurde Thomas Brandl  mit einem Tor und 4 Vorlagen (5 Punkte).

### Abschlusstabelle
| Platz | Team        | Spiele | Tore  | Punkte |
| ----- | ----------- | ------ | ----- | ------ |
|       | Deutschland | 3      | 11:04 | 6      |
|       | Italien     | 3      | 06:05 | 3      |
|       | Kanada      | 3      | 07:11 | 2      |
| 4.    | Slowakei    | 3      | 05:09 | 1      |

## Austragung 1997
Der Deutschland Cup 1997 fand vom 7. bis 9. November 1997 in München und Füssen statt. Neben Gastgeber Deutschland nahmen die Schweiz, Kanada und die Slowakei am Wettbewerb teil.

### Spielplan
| 7. November 1997 | Deutschland | 1:2 (0:0, 1:1, 0:1) | Slowakei |  |

| 7. November 1997 | Kanada | 4:1 (2:0, 1:1, 1:0) | Schweiz |  |

| 8. November 1997 | Schweiz | 5:2 (2:1, 1:0, 2:1) | Deutschland |  |

| 8. November 1997 | Slowakei | 2:1 (0:1, 1:0, 1:0) | Kanada |  |

| 9. November 1997 | Deutschland | 1:6 (1:2, 0:3, 0:1) | Kanada |  |

| 9. November 1997 | Slowakei | 4:1 (1:0, 1:0, 2:1) | Schweiz |  |

### Abschlusstabelle
| Platz | Team        | Spiele | Tore  | Punkte |
| ----- | ----------- | ------ | ----- | ------ |
|       | Slowakei    | 3      | 08:03 | 6      |
|       | Kanada      | 3      | 11:04 | 4      |
|       | Schweiz     | 3      | 07:10 | 2      |
| 4.    | Deutschland | 3      | 04:13 | 0      |

## Austragung 2000
Nach einer dreijährigen Pause fand der Deutschland Cup 2000 vom 10. bis 12. November 2000 in der zur Expo 2000 errichteten Preussag Arena in Hannover statt. Der Wettbewerb war im Zuge der 2001 in Deutschland stattfindenden Eishockey-Weltmeisterschaft wieder eingeführt worden. Wie bei der vorausgegangenen Austragung 1997 nahmen neben Gastgeber Deutschland die Schweiz, Kanada und die Slowakei am Deutschland Cup teil.

### Spielplan
| 10. November 2000 16:30 Uhr | Schweiz Martin Plüss (46:29) Patrick Fischer (55:04) | 2:3 (0:2, 0:1, 2:0) Spielbericht | Kanada Greg Parks (7:06) Mike Kennedy (16:32) Greg Johnston (37:36) | Hannover Zuschauer: 2.261 |

| 10. November 2000 20:30 Uhr | Deutschland Wayne Hynes (55:27) | 1:2 (0:1, 0:0, 1:1) Spielbericht | Slowakei Jaroslav Török (17:58) Ján Lipiansky (41:56) | Hannover Zuschauer: 3.870 |

| 11. November 2000 15:30 Uhr | Kanada Glenn Anderson (43:56, 50:30) Dave Chyzowski (51:33) Dave McLlwain (58:45) Warren Norris (63:24) | 5:4 n. V. (0:1, 0:2, 4:1, 1:0) Spielbericht | Slowakei Marek Uram (3:19) Juraj Štefanka (28:30) Vladimír Országh (29:09) Martin Kuľha (59:59) | Hannover Zuschauer: 3.368 |

| 11. November 2000 19:30 | Deutschland Jan Benda (18:31) Leo Stefan (23:24) | 2:4 (1:1, 1:2, 0:1) Spielbericht | Schweiz Marcel Jenni (8:59, 25:42) André Rötheli (32:04) Mattia Baldi (55:52) | Preussag Arena, Hannover Zuschauer: 5.912 |

| 12. November 2000 15:30 | Schweiz Mathias Seger (10:00) Marc Reichert (17:38) Marcel Jenni (43:23, 59:54) | 4:2 (2:1, 0:0, 2:1) Spielbericht | Slowakei Dušan Milo (4:36) Martin Kuľha (54:58) | Hannover Zuschauer: 3.050 |

| 12. November 2000 19:30 Uhr | Deutschland Heiko Smazal (35:10) Tobias Abstreiter (39:03) | 2:5 (0:2, 2:2, 0:1) Spielbericht | Kanada Jason Miller (12:24) Greg Parks (12:54, 35:41) Warren Norris (36:48) Mike Kennedy (54:08) | Hannover Zuschauer: 6.754 |

### Abschlusstabelle
| Platz | Team        | Spiele | Tore  | Punkte |
| ----- | ----------- | ------ | ----- | ------ |
|       | Kanada      | 3      | 13:08 | 6      |
|       | Schweiz     | 3      | 10:07 | 4      |
|       | Slowakei    | 3      | 08:10 | 3      |
| 4.    | Deutschland | 3      | 05:11 | 0      |

## Austragung 2001
Der Deutschland Cup 2001 wurde vom 9. bis 11. November 2001 in der Preussag Arena in Hannover ausgetragen. Erneut nahmen Deutschland, die Schweiz, ein B-Team aus Kanada und die Slowakei am Wettbewerb teil.

### Spielplan
| 9. November 2001 | Deutschland Thomas Daffner (15:21) Vitalij Aab (25:30) Daniel Kreutzer (46:32) | 3:2 (1:0, 1:1, 1:1) Spielbericht | Kanada B Steve Larouche (23:57) Ryan Savoia (48:26) | Preussag Arena, Hannover Zuschauer: 8.350 |

| 9. November 2001 | Schweiz Sandy Jeannin (36:32) PS: Jean-Jacques Aeschlimann (2×), Flavien Conne, Sandy Jeannin, Reto von Arx | 2:1 n. P. (0:0, 1:0, 0:1, 0:0, 5:4) Spielbericht | Slowakei Martin Kulha (49:51) PS: Róbert Petrovický, Róbert Tomík, Rastislav Pavlikovský, Ján Pardavý | Preussag Arena, Hannover Zuschauer: 2.115 |

| 10. November 2001 | Deutschland | 0:2 (0:0, 0:1, 0:1) Spielbericht | Slowakei Jaroslav Török (23:42) Dušan Milo (54:11) | Preussag Arena, Hannover Zuschauer: 4.268 |

| 10. November 2001 | Schweiz André Rötheli (11:59) Marc Reichert (12:22) Martin Plüss (53:01) Patric Della Rossa (59:36) | 4:2 (2:1, 0:1, 1:1) Spielbericht | Kanada B Peter Douris (5:15) Lonny Bohonos (25:29) | Preussag Arena, Hannover Zuschauer: 3.275 |

| 11. November 2001 | Slowakei Dušan Milo (7:32) Ladislav Čierny (14:24) Ľubomír Vaic (22:44) Ivan Majeský (29:56) | 4:6 (2:2, 2:2, 0:2) Spielbericht | Kanada B Brad Purdie (4:32) Steve Larouche (13:38) Andy Schneider (22:01) Peter Douris (39:06) Jeff Tory (53:33) Brad Purdie (59:40) | Preussag Arena, Hannover Zuschauer: 2.051 |

| 11. November 2001 | Deutschland Len Soccio (14:37) | 1:2 n. P. (1:0, 0:1, 0:0, 0:0) Spielbericht | Schweiz André Rötheli (27:43) Jean-Jacques Aeschlimann (PS) | Preussag Arena, Hannover Zuschauer: 3.275 |

### Abschlusstabelle
| Platz | Team        | Spiele | Tore  | Punkte |
| ----- | ----------- | ------ | ----- | ------ |
|       | Schweiz     | 3      | 08:04 | 7      |
|       | Slowakei    | 3      | 07:08 | 4      |
|       | Deutschland | 3      | 04:06 | 4      |
| 4.    | Kanada      | 3      | 10:11 | 3      |

## Austragung 2002
Der Deutschland Cup 2002 fand vom 8. bis 10. November 2002 in der Preussag Arena in Hannover statt. Am Wettbewerb nahmen die deutsche Nationalmannschaft sowie die Nationalmannschaften der Schweiz, Kanadas und erstmals auch eine Auswahl der USA teil.

### Spiele
| 8. November 2002 16.00 Uhr | Schweiz Marcel Jenni (25:33) | 1:4 (0:1, 1:2, 0:1) Spielbericht | Kanada Mike Kennedy (0:51) Todd Hlushko (29:28) Lonny Bohonos (36:35) David Nemirovsky (51:43) | Preussag Arena, Hannover Zuschauer: 3.498 |

| 8. November 2002 20.00 Uhr | Deutschland | 0:2 (0:1, 0:0, 0:1) Spielbericht | USA Brian Felsner (19:02) Keith Aldridge (50:20) | Preussag Arena, Hannover Zuschauer: 5.348 |

| 9. November 2002 14.00 Uhr | Deutschland Stefan Ustorf (6:32) Andreas Morczinietz (7:07) Tobias Abstreiter (7:49) Eduard Lewandowski (14:11) Sven Felski (26:05) | 5:2 (4:2, 1:0, 0:0) Spielbericht | Schweiz Ivo Rüthemann (10:45) Reto von Arx (18:36) | Preussag Arena, Hannover Zuschauer: 7.235 |

| 9. November 2002 18.00 Uhr | USA Chris Tancill (15:17) | 1:3 (1:1, 0:2, 0:0) Spielbericht | Kanada Shawn Anderson (5:24) Darryl Shannon (26:05) Jon Sim (34:44) | Preussag Arena, Hannover Zuschauer: 7.759 |

| 10. November 2002 14.00 Uhr | Deutschland | 0:2 (0:0, 0:1, 0:1) Spielbericht | Kanada Micki DuPont (20:51) Todd Hlushko (50:40) | Preussag Arena, Hannover Zuschauer: 9.000 |

| 10. November 2002 18.00 Uhr | USA Chris Drury (42:06) | 1:0 (0:0, 0:0, 1:0) Spielbericht | Schweiz | Preussag Arena, Hannover Zuschauer: 3.000 (7.186 Tickets verkauft) |

### Abschlusstabelle
| Platz | Team        | Spiele | Tore  | Punkte |
| ----- | ----------- | ------ | ----- | ------ |
|       | Kanada      | 3      | 09:02 | 9      |
|       | USA         | 3      | 04:03 | 6      |
|       | Deutschland | 3      | 05:06 | 3      |
| 4.    | Schweiz     | 3      | 03:10 | 0      |

## Austragung 2003

Logo des Deutschland Cups 2003

Der Deutschland Cup 2003 wurde vom 7. bis 9. November 2003 in der Preussag Arena in Hannover ausgetragen. Erneut nahmen Deutschland, die Schweiz, Kanada und die USA am Wettbewerb teil.

### Spielplan
| 7. November 2003 16:00 Uhr | Schweiz Daniel Steiner (2:55) Loïc Burkhalter (13:38) Ivo Rüthemann (33:06) Martin Plüss (37:16) Flavien Conne (44:29) | 5:3 (2:1, 2:0, 1:2) Spielbericht | Kanada James Black (7:21) Schneiderlack (48:30) Hnat Domenichelli (56:10) | Preussag Arena, Hannover |

| 7. November 2003 20:00 Uhr | Deutschland Daniel Kreutzer (21.51) | 1:2 n. P. (0:1, 1:0, 0:0, 0:0, PS: 0:2) Spielbericht | USA Pat Roberts (15:03) PS: Pat Roberts, Pat Mikesch | Preussag Arena, Hannover Zuschauer: 3.123 |

| 8. November 2003 14:30 Uhr | Schweiz Steve Hirschi (55:34) | 1:4 (0:0, 0:2, 1:2) Spielbericht | Deutschland Alexander Serikow (28:25, 37:15) Lasse Kopitz (43:42, 58:58) | Preussag Arena, Hannover Zuschauer: 4.668 |

| 8. November 2003 18:00 Uhr | Kanada Brad Purdie (33:50) | 1:4 (0:1, 1:2, 0:1) Spielbericht | USA Brett Harkins (3:50) Peter Ratchuk (22:04) Andy Roach (23:17) Ted Drury (49:01) | Preussag Arena, Hannover Zuschauer: 5.148 |

| 9. November 2003 14:30 Uhr | Deutschland Stephan Retzer (55:02) | 1:2 (0:1, 0:1, 1:0) Spielbericht | Kanada Steve Walker (18:20) Jean-Yves Roy (23:35) | Preussag Arena, Hannover Zuschauer: 4.627 |

| 9. November 2003 18:00 Uhr | USA Ted Drury (29:03) | 1:0 (0:0, 1:0, 0:0) Spielbericht | Schweiz | Preussag Arena, Hannover Zuschauer: 3.007 |

### Abschlusstabelle
| Platz | Team        | Spiele | Tore  | Punkte |
| ----- | ----------- | ------ | ----- | ------ |
|       | USA         | 3      | 07:02 | 8      |
|       | Deutschland | 3      | 06:05 | 4      |
|       | Schweiz     | 3      | 06:08 | 3      |
| 4.    | Kanada      | 3      | 06:10 | 3      |

## Austragung 2004

Logo des Deutschland Cups 2004

Der Deutschland Cup 2004 wurde vom 9. bis 14. November in drei Städten und zwei verschiedenen Ländern ausgespielt. Eröffnet wurde das Turnier mit der Begegnung zwischen der Schweiz und Kanada im schweizerischen Kreuzlingen, die übrigen Spiele fanden in der TUI Arena in Hannover und der Color Line Arena in Hamburg statt.

### Spielplan
| 9. November 2004 20:15 Uhr | Schweiz Adrian Wichser (49:09) Valentin Wirz (51:53) | 2:3 n. P. (0:2, 0:0, 2:0, 0:0, 0:1) Spielbericht | Kanada Andy Delmore (9:47) Jame Pollock (16:42) PS: Stacy Roest, Dale McTavish | Bodensee-Arena, Kreuzlingen Zuschauer: 3.750 |

| 10. November 2004 | Deutschland | 1:5 (1:2, 0:1, 0:2) | USA | Color Line Arena, Hamburg |

| 11. November 2004 16:00 Uhr | Schweiz Sandy Jeannin (3:50) Julien Vauclair (5:44) Mark Streit (25:27) Romano Lemm (53:58) | 4:2 (2:1, 1:1, 1:0) Spielbericht | Slowakei Ľuboš Bartečko (2:51) Roman Kukumberg (37:08) | TUI Arena, Hannover Zuschauer: 0834 |

| 11. November 2004 16:00 Uhr | USA Eric Healey (13:33) Yan Stastny (34:53) Brett Hauer (39:52) | 3:5 (1:4, 2:1, 0:0) Spielbericht | Kanada Pascal Trépanier (8:30) Brad Tapper (12:25) Scott King (16:04, 19:39) Randy Robitaille (29:13) | TUI Arena, Hannover Zuschauer: 1.481 |

| 12. November 2004 15:45 Uhr | Slowakei Martin Bartek (14:14, 22:11, 40:37, 53:53) Roman Kukumberg (59:29) | 5:3 (1:0, 1:0, 3:3) Spielbericht | Kanada Pascal Trépanier (43:03) Steve Kelly (45:22) René Corbet (56:04) | TUI Arena, Hannover Zuschauer: 1.651 |

| 12. November 2004 | Deutschland | 1:2 n. P. (1:0, 0:1, 0:0, 0:0, 0:1) | Schweiz | TUI Arena, Hannover |

| 13. November 2004 | Slowakei | 6:2 (1:1, 0:0, 5:1) | Deutschland | TUI Arena, Hannover |

| 13. November 2004 18:00 Uhr | USA Brett Hauer (5:28) Tim Connolly (22:38) David Tanabe (52:29) Brian Gionta (58:27) | 4:2 (2:1, 1:1, 1:0) Spielbericht | Schweiz Mark Streit (29:16) Romano Lemm (42:16) | TUI Arena, Hannover Zuschauer: 1.446 |

| 14. November 2004 | Deutschland | 2:5 (0:3, 2:2, 0:0) | Kanada | TUI Arena, Hannover |

| 14. November 2004 18:00 Uhr | USA Ryan Malone (11:33) Mark Eaton (36:59) Richard Park (38:36) Mike York (42:57) | 4:0 (1:0, 2:0, 1:0) Spielbericht | Slowakei | TUI Arena, Hannover Zuschauer: 2.399 |

### Abschlusstabelle
| Platz | Team        | Spiele | Tore  | Punkte |
| ----- | ----------- | ------ | ----- | ------ |
|       | USA         | 4      | 16:08 | 9      |
|       | Kanada      | 4      | 16:12 | 8      |
|       | Slowakei    | 4      | 13:13 | 6      |
| 4.    | Schweiz     | 4      | 10:10 | 6      |
| 5.    | Deutschland | 4      | 06:18 | 1      |

## Austragung 2005

Logo des TUI Nations Cup 2005

Im Jahr 2005 wurde der Deutschland Cup unter dem Namen TUI Nations Cup vom 8. bis 13. November 2005 im Hallenstadion in Zürich, in der TUI Arena in Hannover sowie in der neu errichteten SAP-Arena in Mannheim ausgetragen. Erneut nahmen Deutschland, die Schweiz, Kanada, die Slowakei und die USA am Wettbewerb teil.

### Spielplan
| 8. November 2005 20:00 Uhr | Schweiz Sandy Jeannin (17:48) | 1:2 n. V. (1:1, 0:0, 0:0, 0:1) Spielbericht | Kanada Glen Metropolit (16:32) Hnat Domenichelli (61:38) | Hallenstadion, Zürich Zuschauer: 9.030 |

| 9. November 2005 20:00 Uhr | Deutschland Petr Fical (5:18) Tomáš Martinec (14:48) Björn Barta (26:06) Daniel Kreutzer (33:48, 40:49) Christoph Ullmann (54:13) Sebastian Furchner (54:49) | 7:2 (2:1, 2:0, 3:1) Spielbericht | USA Peter Ratchuk (18:32) Brett Hauer (42:50) | SAP-Arena, Mannheim Zuschauer: 8.314 |

| 10. November 2005 15:00 Uhr | Schweiz Daniel Steiner (23:19, 27:20) Flavien Conne (39:36) Ivo Rüthemann (50:53) | 4:2 (0:2, 3:0, 1:0) Spielbericht | Slowakei Michal Hudec (3:17) Miroslav Zálešák (19:46) | SAP-Arena, Mannheim Zuschauer: 7.691 |

| 10. November 2005 20:00 Uhr | USA Rich Brennan (50:58) | 1:4 (0:1, 0:1, 1:2) Spielbericht | Kanada Jame Pollock (3:17) Andy Schneider (38:25) Domenico Pittis (40:40) Andy Schneider (59:50) | SAP-Arena, Mannheim Zuschauer: 6.567 |

| 11. November 2005 16:00 Uhr | Slowakei | 0:4 (0:-, 0:-, 0:-) Spielbericht | Kanada | TUI-Arena, Hannover |

| 11. November 2005 19:30 Uhr | Deutschland Christoph Ullmann (59:02) | 1:2 (0:0, 0:2, 1:0) Spielbericht | Schweiz Daniel Steiner (22:25) Viktor Stancescu (28:11) | TUI-Arena, Hannover Zuschauer: 2.148 |

| 12. November 2005 14:30 Uhr | Deutschland | 0:6 (0:0, 0:2, 0:4) Spielbericht | Slowakei Peter Fabuš (23:48) Ľubomír Vaic (30:43) Peter Fabus (41:01) Erik Weissmann (43:01, 46:50) Tomáš Chrenko (58:19) | TUI-Arena, Hannover Zuschauer: 3.492 |

| 12. November 2005 20:00 Uhr | Schweiz Romano Lemm (2:39) | 1:4 (1:1, 0:3, 0:0) Spielbericht | USA Blake Sloan (7:50) Ted Drury (23:26) Jon DiSalvatore (26:28) Ryan Kraft (34:00) | TUI-Arena, Hannover Zuschauer: 3.492 |

| 13. November 2005 14:30 Uhr | Deutschland Stefan Ustorf (19:27) | 1:4 (1:1, 0:1, 0:2) Spielbericht | Kanada Chris Herperger (5:59) Micki DuPont (35:23) Dan Lambert (47:37) Chris Herperger (59:52) | TUI-Arena, Hannover Zuschauer: 3.899 |

| 13. November 2005 18:00 Uhr | USA Brett Hauer (8:30) T. J. Guidarelli (12:48) Chris Ferraro (43:47) | 3:2 (2:1, 0:0, 1:1) Spielbericht | Slowakei Miroslav Zálešák (15:48) Andrej Nedorost (53:33) | TUI-Arena, Hannover Zuschauer: 0500 |

### Abschlusstabelle
| Platz | Team        | Spiele | Tore  | Punkte |
| ----- | ----------- | ------ | ----- | ------ |
|       | Kanada      | 4      | 10:07 | 8      |
|       | Schweiz     | 4      | 08:09 | 7      |
|       | Slowakei    | 4      | 14:07 | 6      |
| 4.    | USA         | 4      | 10:14 | 6      |
| 5.    | Deutschland | 4      | 09:14 | 3      |

## Austragung 2006

Logo des EnBW Deutschland Cups 2006

Der EnBW Deutschland Cup 2006 wurde vom 9. bis 12. November 2006 in der TUI Arena in Hannover ausgespielt.

### Vorrunde

#### Gruppe A
| 9. November 2006 20:00 Uhr | Japan Daisuke Obara (10:03) Takahito Suzuki (13:03) Yōsuke Kon (31:30) Takeshi Saitō (54:01) | 4:5 (2:2, 0:1, 3:1) Spielbericht | Deutschland Philip Gogulla (5:17, 18:16) Lasse Kopitz (52:50) Daniel Kreutzer (58:18, 58:40) | TUI Arena, Hannover Zuschauer: 4.875 |

| 10. November 2006 20:00 Uhr | Schweiz Andres Ambühl (27:58) Paul DiPietro (31:33) Morris Trachsler (37:44) Thibaut Monnet (48:50) | 4:1 (0:1, 3:0, 1:0) Spielbericht | Japan Tetsuya Saitō (14:27) | TUI Arena, Hannover Zuschauer: 3.627 |

| 11. November 2006 18:00 Uhr | Deutschland Anton Bader (8:53) Petr Fical (14:04) | 2:2 (0:2 n. P.) (2:0, 0:1, 0:1, 0:0) Spielbericht | Schweiz Thibaut Monnet (27:15) Patrik Bärtschi (59:29) PS: Patrik Bärtschi, Paul DiPietro | TUI Arena, Hannover Zuschauer: 7.685 |

| Platz | Team        | Spiele | Tore | Punkte |
| ----- | ----------- | ------ | ---- | ------ |
| 1.    | Schweiz     | 2      | 7:3  | 5      |
| 2.    | Deutschland | 2      | 7:7  | 4      |
| 3.    | Japan       | 2      | 5:9  | 0      |

#### Gruppe B
| 9. November 2006 20:00 Uhr | Kanada Pascal Trépanier (7:08) Martin Kariya (27:10) Francois Methot (38:32) Ryan Smyth (49:37) | 4:2 (1:1, 2:1, 1:0) Spielbericht | Lettland Sandis Ozoliņš (14:43) Rodrigo Laviņš (28:40) | TUI Arena, Hannover Zuschauer: 2.738 |

| 10. November 2006 16:30 Uhr | Lettland | 0:2 (0:0, 0:1, 0:1) Spielbericht | Slowakei Ivan Čiernik (21:59, 42:49) | TUI Arena, Hannover |

| 11. November 2006 14:30 Uhr | Slowakei Andrej Podkonický Juraj Štefanka Tomáš Starosta Tibor Melichárek Miroslav Kováčik | 5:2 (1:2, 2:0, 2:0) Spielbericht | Kanada Martin Kariya Bryan Adams | TUI Arena, Hannover Zuschauer: 3.200 |

| Platz | Team     | Spiele | Tore | Punkte |
| ----- | -------- | ------ | ---- | ------ |
| 1.    | Slowakei | 2      | 7:2  | 6      |
| 2.    | Kanada   | 2      | 6:7  | 3      |
| 3.    | Lettland | 2      | 2:6  | 0      |

### Spiel um Platz 5
| 12. November 2006 12:00 Uhr | Japan Shō Satō | 1:4 (1:2, 0:2, 0:0) Spielbericht | Lettland Vladimirs Mamonovs Ģirts Ankipāns Rodrigo Laviņš Andris Džeriņš | TUI Arena, Hannover |

### Spiel um Platz 3
| 12. November 2006 15:30 Uhr | Deutschland Daniel Kreutzer (5:42) John Tripp (17:41) Philip Gogulla (25:30) Christoph Ullmann (36:54) | 4:5 (2:2, 2:1, 0:2) Spielbericht | Kanada François Méthot (8:26) Jame Pollock (12:57) François Bouchard (21:22) Steve Kelly (45:36) Matt Higgins (50:46) | TUI Arena, Hannover Zuschauer: 5.239 |

### Finale
| 12. November 2006 19:00 Uhr | Schweiz Julien Sprunger (7:08) Beat Forster (36:55) Thibaut Monnet (43:22) | 3:4 n. V. (1:1, 1:2, 1:0, 0:1) Spielbericht | Slowakei Dušan Milo (9:45) Ivan Čiernik (24:22) Roman Kukumberg (32:06, 61:58) | TUI Arena, Hannover Zuschauer: 2.700 |

## Austragung 2007
Der Deutschland Cup 2007 fand vom 7. bis 11. November 2007 in der TUI Arena in Hannover statt. Neben Gastgeber Deutschland nahmen die USA, Japan, die Schweiz, die Slowakei sowie Neuling Dänemark am Wettbewerb teil.

### Vorrunde

#### Gruppe A
| 8. November 2007 20:00 Uhr | Deutschland Michael Wolf (32:44) John Tripp (56:19) | 2:3 (0:2, 1:1, 1:0) Spielbericht | USA Landon Wilson (16:38) Andrew Hedlund (19:29) Tim Stapleton (30:31) | TUI Arena, Hannover Zuschauer: 3.093 |

| 9. November 2007 20:00 Uhr | Dänemark Daniel Nielsen (6:23) | 1:2 (1:0, 0:1, 0:1) Spielbericht | USA Tim Stapleton (32:53) Landon Wilson (52:03) | TUI Arena, Hannover Zuschauer: 4.475 |

| 10. November 2007 18:00 Uhr | Deutschland Tobias Draxinger (2:42) Christoph Ullmann (12:47) Sven Felski (16:21, 18:12) Florian Busch (53:15, 56:24) | 6:2 (4:0, 0:1, 2:1) Spielbericht | Dänemark Mads Christensen (30:12) Kasper Degn (56:57) | TUI Arena, Hannover Zuschauer: 5.797 |

| Platz | Team        | Spiele | Tore | Punkte |
| ----- | ----------- | ------ | ---- | ------ |
| 1.    | USA         | 2      | 5:3  | 6      |
| 2.    | Deutschland | 2      | 8:5  | 3      |
| 3.    | Dänemark    | 2      | 3:8  | 0      |

#### Gruppe B
| 8. November 2007 16:30 Uhr | Japan Masato Domeki (38:47) | 1:2 (0:0, 1:1, 0:1) Spielbericht | Schweiz Julien Sprunger (20:18) Marc Reichert (53:56) | TUI Arena, Hannover Zuschauer: 0700 |

| 9. November 2007 16:30 Uhr | Slowakei Peter Húževka (4:56) Marcel Haščák (5:57, 12:47) Peter Fabuš (40:53) Tibor Melichárek (45:53) | 5:2 (3:0, 0:2, 2:0) Spielbericht | Japan Takeshi Saitō (24:25) Tetsuya Saitō (28:48) | TUI Arena, Hannover Zuschauer: 2.970 |

| 10. November 2007 14:30 Uhr | Schweiz Andres Ambühl (7:09) Thomas Déruns (32:40) | 2:1 (1:1, 1:0, 0:0) Spielbericht | Slowakei Peter Húževka (3:03) | TUI Arena, Hannover Zuschauer: 3.470 |

| Platz | Team     | Spiele | Tore | Punkte |
| ----- | -------- | ------ | ---- | ------ |
| 1.    | Schweiz  | 2      | 4:2  | 6      |
| 2.    | Slowakei | 2      | 6:4  | 3      |
| 3.    | Japan    | 2      | 3:7  | 0      |

### Spiel um Platz 5
| 11. November 2007 12:00 Uhr | Dänemark Jesper Damgaard (9:48) Morten Dahlmann (55:09) | 2:4 (1:1, 0:2, 1:2) Spielbericht | Japan Daisuke Obara (15:15, 32:50) Takeshi Saitō (38:38) Hideyuki Ōsawa (44:32) Yoshinori Iimura (51:58) | TUI Arena, Hannover Zuschauer: 1.285 |

### Spiel um Platz 3
| 11. November 2007 15:30 Uhr | Deutschland Sven Felski (12:10, 29:56) John Tripp (39:15) Martin Ančička (40:27) Michael Hackert (42:44) | 5:2 (1:1, 2:1, 2:1) Spielbericht | Slowakei František Skladaný (11:18) Peter Húževka (40:27) Martin Štrbák (59:21) | TUI Arena, Hannover Zuschauer: 4.157 |

### Finale
| 11. November 2007 19:00 Uhr | USA Dwight Helminen (26:56) Ryan Vesce (41:04) | 2:3 n. P. (0:0, 1:2, 1:0, 0:0, 0:1) Spielbericht | Schweiz Florian Blatter (24:45) Beat Gerber (34:57) PS: Patrik Bärtschi | TUI Arena, Hannover Zuschauer: 4.157 |

## Austragung 2008
Der BAUHAUS Deutschland Cup 2008 wurde vom 7. bis 9. November 2008 mit vier Teams in der SAP-Arena in Mannheim sowie der Eissporthalle Frankfurt ausgetragen. Neben dem Gastgeber Deutschland nahmen zudem Kanada, die Schweiz und die Slowakei teil. Das Turnier wurde in einer einfachen Jeder-gegen-Jeden-Runde ausgetragen, die Mannschaft mit den meisten Punkten gewann den Wettbewerb.

### Spielplan
| 7. November 2008 16:00 Uhr | Slowakei Ivan Kolozváry (8:11) Juraj Mikúš (36:33) | 2:5 (2:1, 2:1, 1:0) Spielbericht | Kanada Richie Regehr (5:06) Justin Papineau (12:55) Pascal Trépanier (23:10) Justin Papineau (25:50) Chris Herperger (47:05) | SAP-Arena, Mannheim Zuschauer: 4.165 |

| 7. November 2008 19:30 Uhr | Deutschland | 0:1 (0:0, 0:0, 0:1) Spielbericht | Schweiz Ryan Gardner (42:16) | SAP-Arena, Mannheim Zuschauer: 6.953 |

| 8. November 2008 15:00 Uhr | Kanada Mathieu Biron (28:30) Justin Papineau (31:58) Derek Hahn (59:58) | 3:0 (0:0, 2:0, 1:0) Spielbericht | Schweiz | Eissporthalle, Frankfurt am Main Zuschauer: 4.100 |

| 8. November 2008 18:30 Uhr | Deutschland Michael Wolf (3:43) Philip Gogulla (9:56) Richard Mueller (19:49) Michael Hackert (23:12) Richard Mueller (45:27) | 5:2 (3:0, 1:1, 1:1) Spielbericht | Slowakei Ivan Kolozváry (37:59) František Skladaný (40:40) | Eissporthalle, Frankfurt am Main Zuschauer: 6.200 |

| 9. November 2008 19:30 Uhr | Slowakei Juraj Mikúš (47:57) | 1:2 n. P. (0:0, 0:0, 1:1, 0:0, 0:1) Spielbericht | Schweiz Roman Wick (57:12) PS: Ivo Rüthemann | SAP-Arena Nebenhalle, Mannheim Zuschauer: 0425 |

| 9. November 2008 16:30 Uhr | Deutschland | 0:3 (0:1, 0:1, 0:1) Spielbericht | Kanada Norm Milley (9:31) Scott King (36:33) Pascal Trépanier (53:12) | SAP-Arena, Mannheim Zuschauer: 8.525 |

### Abschlusstabelle
| Platz | Team        | Spiele | Tore  | Punkte |
| ----- | ----------- | ------ | ----- | ------ |
|       | Kanada      | 3      | 11:02 | 9      |
|       | Schweiz     | 3      | 03:04 | 5      |
|       | Deutschland | 3      | 05:06 | 3      |
| 4.    | Slowakei    | 3      | 05:12 | 1      |

## Austragung 2009
Der Deutschland Cup 2009 wurde vom 6. bis 8. November 2009 mit vier Teams in der Olympiahalle München ausgetragen. Neben dem Gastgeber Deutschland nahmen die USA, die Schweiz und die Slowakei teil. Deutschland gewann erstmals seit 1996 wieder den Titel.
Das Turnier wurde in einer einfachen Jeder-gegen-Jeden-Runde ausgetragen.

### Spielplan
| 6. November 2009 15:30 Uhr | Schweiz | 3:2 (1:1, 1:0, 1:1) | Slowakei |  |

| 6. November 2009 19:15 Uhr | Deutschland | 2:3 n. P. (0:1, 2:1, 0:0, 0:0, 0:1) | USA |  |

| 7. November 2009 16:00 Uhr | Schweiz | 2:3 n. P. (0:1, 0:0, 2:1, 0:0, 0:1) | USA |  |

| 7. November 2009 19:45 Uhr | Slowakei | 1:2 n. P. (0:0, 1:0, 0:1, 0:0, 0:1) | Deutschland |  |

| 8. November 2009 13:30 Uhr | Deutschland | 5:1 (3:1, 1:0, 1:0) | Schweiz |  |

| 8. November 2009 17:00 Uhr | USA | 2:3 n. P. (1:0, 1:2, 0:0, 0:0, 0:1) | Slowakei |  |

### Abschlusstabelle
| Platz | Team        | Spiele | Tore | Punkte |
| ----- | ----------- | ------ | ---- | ------ |
|       | Deutschland | 3      | 9:05 | 6      |
|       | USA         | 3      | 8:07 | 5      |
|       | Schweiz     | 3      | 6:10 | 4      |
| 4.    | Slowakei    | 3      | 6:07 | 3      |

## Austragung 2010
Der Deutschland Cup 2010 wurde vom 12. bis 14. November 2010 mit vier Teams in der Olympiahalle München ausgetragen. Neben dem Gastgeber Deutschland nahmen Kanada, die Schweiz und die Slowakei teil. Deutschland gewann den Titel wie im Jahr davor.
Das Turnier wurde in einer einfachen Jeder-gegen-Jeden-Runde ausgetragen.

### Spielplan
| 12. November 2010 16:15 Uhr | Schweiz Julien Sprunger (38:03) Damien Brunner (50:05) | 2:0 (0:0, 1:0, 1:0) Spielbericht | Slowakei | Olympiahalle, München Zuschauer: 7.500 |

| 12. November 2010 20:00 Uhr | Deutschland Patrick Hager (8:22) Kai Hospelt (12:04) Alexander Weiß (14:56) Patrick Reimer (33:50) | 4:3 (3:0, 1:3, 0:0) Spielbericht | Kanada Nathan Robinson (27:48) Tyler Bouck (28:40) Mario Scalzo (33:26) | Olympiahalle, München Zuschauer: 7.500 |

| 13. November 2010 15:45 Uhr | Slowakei Roman Tománek (19:03) Marek Haščák (33:27) Radovan Somík (61:34) | 3:2 n. V. (1:0, 1:0, 0:2, 1:0) Spielbericht | Deutschland Kai Hospelt (43:15) Kai Hospelt (51:35) | Olympiahalle, München Zuschauer: 7.100 |

| 13. November 2010 19:30 Uhr | Schweiz Damien Brunner (19:30) Damien Brunner (64:59) | 2:1 n. V. (1:0, 0:1, 0:0, 1:0) Spielbericht | Kanada Adam Mitchell (20:45) | Olympiahalle, München Zuschauer: 5.000 |

| 14. November 2010 16:30 Uhr | Kanada Lee Goren (4:28) Craig MacDonald (22:28) Adam Mitchell (PS) | 3:2 n. P. (1:1, 1:0, 0:1, 0:0, 1:0) Spielbericht | Slowakei Rudolf Huna (13:41) Marcel Hossa (53:12) | Olympiahalle, München Zuschauer: 5.000 |

| 14. November 2010 20:15 Uhr | Deutschland Simon Danner (38:55) Daniel Pietta (45:38) | 2:1 (0:0, 1:1, 1:0) Spielbericht | Schweiz Kevin Lötscher (33:12) | Olympiahalle, München Zuschauer: 6.500 |

### Abschlusstabelle
| Platz | Team        | Spiele | Tore | Punkte |
| ----- | ----------- | ------ | ---- | ------ |
|       | Deutschland | 3      | 8:7  | 7      |
|       | Schweiz     | 3      | 5:3  | 5      |
|       | Kanada      | 3      | 7:8  | 3      |
| 4.    | Slowakei    | 3      | 5:7  | 3      |

## Austragung 2011
Der Deutschland Cup 2011 wurde vom 11. bis 13. November 2011 mit vier Teams in der Olympiahalle München ausgetragen. Neben dem Gastgeber Deutschland nahmen die USA, die Schweiz und die Slowakei teil.
Das Turnier wurde in einer einfachen Jeder-gegen-Jeden-Runde ausgetragen.

### Spielplan
| 11. November 2011 16:15 Uhr | Slowakei Michel Miklík (9:56) Michel Miklík (48:39) | 2:0 (1:0, 0:0, 1:0) Spielbericht | USA | Olympiahalle, München Zuschauer: 4.500 |

| 11. November 2011 20:00 Uhr | Deutschland André Rankel (30:27) Philip Gogulla (38:05) Nikolai Goc (40:12) Philip Gogulla (59:39) | 4:2 (0:1, 2:0, 2:1) Spielbericht | Schweiz Kevin Romy (5:23) Julien Sprunger (45:36) | Olympiahalle, München Zuschauer: 4.500 |

| 12. November 2011 14:30 Uhr | Deutschland Michael Wolf (19:22) Nikolai Goc (43:55) Christopher Fischer (52:26) | 3:6 (1:2, 0:1, 2:3) Spielbericht | Slowakei Tomáš Starosta (8:31) Radoslav Tybor (15:22) Marcel Hossa (38:16) Milan Bartovič (44:50) Michel Miklík (45:33) Marcel Hossa (58:49) | Olympiahalle, München Zuschauer: 6.000 |

| 12. November 2011 18:15 Uhr | Schweiz Damien Brunner (2:14) Dino Wieser (4:59) Damien Brunner (PS) | 3:2 n. P. (2:1, 0:1, 0:0, 0:0, 1:0) Spielbericht | USA Marty Sertich (1:13) Brian Salcido (35:50) | Olympiahalle, München Zuschauer: 6.000 |

| 13. November 2011 13:30 Uhr | Slowakei Marcel Hossa (43:09) Libor Hudáček (49:24) | 2:1 (0:1, 0:0, 2:0) Spielbericht | Schweiz Inti Pestoni (11:56) | Olympiahalle, München Zuschauer: 5.000 |

| 13. November 2011 17:15 Uhr | USA Ryan Lasch (42:17) | 1:3 (0:1, 0:0, 1:2) Spielbericht | Deutschland Kai Hospelt (18:33) Philip Gogulla (52:07) Marcus Kink (58:56) | Olympiahalle, München Zuschauer: 7.300 |

### Abschlusstabelle
| Platz | Team        | Spiele | Tore | Punkte |
| ----- | ----------- | ------ | ---- | ------ |
|       | Slowakei    | 3      | 10:4 | 9      |
|       | Deutschland | 3      | 10:9 | 6      |
|       | Schweiz     | 3      | 06:8 | 2      |
| 4.    | USA         | 3      | 03:8 | 1      |

## Austragung 2012
Der Deutschland Cup 2012 wurde vom 9. bis 11. November 2012 mit vier Teams im Olympia-Eisstadion München ausgetragen. Neben dem Gastgeber Deutschland nahmen Kanada, die Schweiz und die Slowakei teil.
Das Turnier wurde in einer einfachen Jeder-gegen-Jeden-Runde ausgetragen.

### Spielplan
| 9. November 2012 16:00 Uhr | Schweiz Kevin Romy (0:16) Simon Bodenmann (34:22) Simon Bodenmann (38:12) | 3:2 (1:0, 2:1, 0:1) Spielbericht | Slowakei Marcel Hossa (37:41) Boris Valábik (55:42) | Olympia-Eisstadion, München Zuschauer: 2.852 |

| 9. November 2012 19:45 Uhr | Deutschland Marcus Kink (31:41) Frank Hördler (41:03) Nikolai Goc (54:01) | 3:2 (0:0, 1:0, 2:2) Spielbericht | Kanada Mark Katic (42:30) Nigel Dawes (58:25) | Olympia-Eisstadion, München Zuschauer: 5.400 |

| 10. November 2012 16:15 Uhr | Deutschland Christoph Ullmann (4:40) Philip Gogulla (59:53) | 2:0 (1:0, 0:0, 1:0) Spielbericht | Schweiz | Olympia-Eisstadion, München Zuschauer: 5.500 |

| 10. November 2012 19:45 Uhr | Kanada Nigel Dawes (18:38) Karl Stewart (51:34) | 2:5 (1:0, 0:3, 1:2) Spielbericht | Slowakei Libor Hudáček (25:51) Marcel Hossa (30:17) Peter Ölvecký (38:31) Ivan Baranka (57:41) Juraj Mikúš (59:05) | Olympia-Eisstadion, München Zuschauer: 4.800 |

| 11. November 2012 13:00 Uhr | Schweiz Ryan Gardner (15:32) Tim Ramholt (31:50) Roman Wick (41:25) Tim Ramholt (53:35) Kevin Romy (55:03) Roman Wick (57:21) | 6:1 (1:1, 1:0, 4:0) Spielbericht | Kanada Jamie Fraser (7:10) | Olympia-Eisstadion, München Zuschauer: 4.700 |

| 11. November 2012 16:45 Uhr | Slowakei | 0:2 (0:0, 0:0, 0:2) Spielbericht | Deutschland Alexander Barta (49:36) Garrett Festerling (50:27) | Olympia-Eisstadion, München Zuschauer: 5.600 |

### Abschlusstabelle
| Platz | Team        | Spiele | Tore | Punkte |
| ----- | ----------- | ------ | ---- | ------ |
|       | Deutschland | 3      | 7:02 | 9      |
|       | Schweiz     | 3      | 9:05 | 6      |
|       | Slowakei    | 3      | 7:07 | 3      |
| 4.    | Kanada      | 3      | 5:14 | 0      |

## Austragung 2013
Der Deutschland Cup 2013 wurde vom 8. bis 10. November 2013 mit vier Teams im Olympia-Eisstadion München ausgetragen. Neben dem Gastgeber Deutschland nahmen die USA, die Schweiz und die Slowakei teil.
Das Turnier wurde in einer einfachen Jeder-gegen-Jeden-Runde ausgetragen.

### Spielplan
| 8. November 2013 16:30 Uhr | USA Dan Sexton (4:48) Tim Stapleton (7:34) Peter Mueller (34:57) | 3:4 n. P. (2:0, 1:1, 0:2, 0:0, 0:1) Spielbericht | Slowakei Michal Sersen (38:28) Michal Sersen (53:51) Marcel Hossa (57:28) Branko Radivojevič (PS) | Olympia-Eisstadion, München Zuschauer: 4.550 |

| 8. November 2013 20:00 Uhr | Deutschland Michael Wolf (15:17) Frank Mauer (52:53) | 2:3 n. P. (1:0, 0:0, 1:2, 0:0, 0:1) Spielbericht | Schweiz Michael Liniger (42:38) Julien Sprunger (44:39) Michael Liniger (PS) | Olympia-Eisstadion, München Zuschauer: 5.900 |

| 9. November 2013 16:15 Uhr | Deutschland Michael Wolf (5:44) Daryl Boyle (36:45) | 2:0 (1:0, 1:0, 0:0) Spielbericht | Slowakei | Olympia-Eisstadion, München Zuschauer: 6.000 |

| 9. November 2013 19:45 Uhr | Schweiz Juraj Šimek (16:30) Julien Sprunger (18:54) Reto Schäppi (23:17) Juraj Šimek (44:53) | 4:5 (2:1, 1:1, 1:3) Spielbericht | USA Jeremy Dehner (10:50) Tim Stapleton (25:07) Clay Wilson (47:46) Tim Stapleton (53:03) Steve Moses (58:34) | Olympia-Eisstadion, München Zuschauer: 4.300 |

| 10. November 2013 13:15 Uhr | Slowakei | 0:3 (0:1, 0:2, 0:0) Spielbericht | Schweiz Kevin Romy (14:06) Etienne Froidevaux (21:40) Roman Wick (33:33) | Olympia-Eisstadion, München Zuschauer: 4.600 |

| 10. November 2013 16:45 Uhr | USA Jeremy Dehner (10:14) Grant Lewis (21:37) Peter Mueller (23:55) Chad Kolarik (34:14) Peter MacArthur (38:53) Steve Moses (43:50) Phil McRae (54:14) | 7:4 (1:2, 4:2, 2:0) Spielbericht | Deutschland Patrick Hager (0:20) Michael Wolf (3:22) Michael Wolf (21:14) Marcus Kink (25:25) | Olympia-Eisstadion, München Zuschauer: 6.000 |

### Abschlusstabelle
| Platz | Team        | Spiele | S | S2 | N1 | N | Tore  | Punkte |
| ----- | ----------- | ------ | - | -- | -- | - | ----- | ------ |
|       | USA         | 3      | 2 | 0  | 1  | 0 | 15:12 | 7      |
|       | Schweiz     | 3      | 1 | 1  | 0  | 1 | 10:07 | 5      |
|       | Deutschland | 3      | 1 | 0  | 1  | 1 | 08:10 | 4      |
| 4.    | Slowakei    | 3      | 0 | 1  | 0  | 2 | 04:08 | 2      |

## Austragung 2014
Der Deutschland Cup 2014 wurde vom 7. bis 9. November 2014 mit vier Teams im Olympia-Eisstadion München ausgetragen. Neben dem Gastgeber Deutschland nahmen die Schweiz, Kanada und die Slowakei teil.
Das Turnier wurde in einer einfachen Jeder-gegen-Jeden-Runde ausgespielt.

### Spielplan
| 7. November 2014 16:30 Uhr | Kanada Micki DuPont (41:20) | 1:4 (0:1, 0:1, 1:2) Spielbericht | Slowakei Juraj Mikuš (15:20) Radek Deyl (38:45) Adam Lapšanský (41:48) Roman Rác (52:09) | Olympia-Eisstadion, München Zuschauer: 4.500 |

| 7. November 2014 20:00 Uhr | Deutschland Patrick Reimer (15:23) Patrick Reimer (28:22) Thomas Oppenheimer (59:33) | 3:1 (1:0, 1:1, 1:0) Spielbericht | Schweiz Reto Suri (25:26) | Olympia-Eisstadion, München Zuschauer: 5.500 |

| 8. November 2014 16:15 Uhr | Deutschland Patrick Hager (1:39) Christoph Ullmann (39:20) | 2:1 (1:0, 1:0, 0:1) Spielbericht | Slowakei Adam Lapšanský (55:37) | Olympia-Eisstadion, München Zuschauer: 5.700 |

| 8. November 2014 19:45 Uhr | Schweiz Samuel Walser (11:12) Dino Wieser (59:12) | 2:1 (1:0, 0:1, 1:0) Spielbericht | Kanada Zach Hamill (34:32) | Olympia-Eisstadion, München Zuschauer: 5.000 |

| 9. November 2014 13:15 Uhr | Slowakei Adam Lapšanský (35:39) | 1:2 (0:0, 1:0, 0:2) Spielbericht | Schweiz Lino Martschini (44:12) Samuel Walser (45:03) | Olympia-Eisstadion, München Zuschauer: 4.500 |

| 9. November 2014 16:45 Uhr | Kanada Kevin Clark (35:22) Bud Holloway (38:53) Steven Reinprecht (53:51) Brandon Buck (59:05) | 4:2 (0:2, 2:0, 2:0) Spielbericht | Deutschland Denis Reul (13:12) Patrick Hager (17:19) | Olympia-Eisstadion, München Zuschauer: 5.000 |

### Abschlusstabelle
| Platz | Team        | Spiele | S | S2 | N1 | N | Tore | Punkte |
| ----- | ----------- | ------ | - | -- | -- | - | ---- | ------ |
|       | Deutschland | 3      | 2 | 0  | 0  | 1 | 7:6  | 6      |
|       | Schweiz     | 3      | 2 | 0  | 0  | 1 | 5:5  | 6      |
|       | Slowakei    | 3      | 1 | 0  | 0  | 2 | 6:5  | 3      |
| 4.    | Kanada      | 3      | 1 | 0  | 0  | 2 | 6:8  | 3      |

## Austragung 2015
Der Deutschland Cup 2015 wurde vom 6. bis 8. November 2015 mit vier Teams im Curt-Frenzel-Stadion in Augsburg ausgetragen. Neben dem Gastgeber Deutschland nahmen die Schweiz, die USA und die Slowakei teil.
Das Turnier wurde in einer einfachen Jeder-gegen-Jeden-Runde ausgespielt.

### Spielplan
| 6. November 2015 16:00 Uhr | USA Ben Hanowski (23:31) | 1:0 (0:0, 1:0, 0:0) Spielbericht | Slowakei | Curt-Frenzel-Stadion, Augsburg Zuschauer: 4.258 |

| 6. November 2015 19:30 Uhr | Deutschland Philip Gogulla (17:58) Daryl Boyle (48:19) | 2:3 (1:0, 0:2, 1:1) Spielbericht | Schweiz Simon Moser (24:52) Grégory Hofmann (30:00) Lino Martschini (51:50) | Curt-Frenzel-Stadion, Augsburg Zuschauer: 4.258 |

| 7. November 2015 14:00 Uhr | Schweiz Luca Cunti (25:45) Grégory Hofmann (33:26) Lino Martschini (34:37) Grégory Hofmann (42:13) | 4:5 n. V. (0:0, 3:1, 1:3, 0:1) Spielbericht | USA Jim Slater (24:50) Adam Burish (43:49) Ben Hanowski (52:13) Casey Wellman (52:40) Chad Billins (62:56) | Curt-Frenzel-Stadion, Augsburg Zuschauer: 4.739 |

| 7. November 2015 17:30 Uhr | Deutschland Brooks Macek (0:53) Yasin Ehliz (14:07) Benedikt Kohl (24:58) Philip Gogulla (28:11) | 4:2 (2:0, 2:0, 0:2) Spielbericht | Slowakei Martin Bakoš (41:01) Martin Réway (57:44) | Curt-Frenzel-Stadion, Augsburg Zuschauer: 4.739 |

| 8. November 2015 13:00 Uhr | Slowakei Andrej Šťastný (11:04) Tomáš Marcinko (25:05) Vladimír Dravecký (42:25) Eduard Šedivý (57:12) | 4:0 (1:0, 1:0, 2:0) Spielbericht | Schweiz | Curt-Frenzel-Stadion, Augsburg Zuschauer: 4.624 |

| 8. November 2015 16:45 Uhr | USA Tim Stapleton (32:08) Ryan Stoa (38:32) | 2:5 (0:3, 2:1, 0:1) Spielbericht | Deutschland Dominik Kahun (5:22) Patrick Hager (5:49) Philip Gogulla (13:57) David Wolf (33:54) David Wolf (59:11) | Curt-Frenzel-Stadion, Augsburg Zuschauer: 4.624 |

### Tabelle
| Platz | Team        | Spiele | S | S2 | N1 | N | Tore  | Punkte |
| ----- | ----------- | ------ | - | -- | -- | - | ----- | ------ |
|       | Deutschland | 3      | 2 | 0  | 0  | 1 | 11:07 | 6      |
|       | USA         | 3      | 1 | 1  | 0  | 1 | 08:09 | 5      |
|       | Schweiz     | 3      | 1 | 0  | 1  | 1 | 07:11 | 4      |
| 4.    | Slowakei    | 3      | 1 | 0  | 0  | 2 | 06:05 | 3      |

## Austragung 2016
Der Deutschland Cup 2016 fand vom 4. bis 6. November 2016 mit vier Teams im Curt-Frenzel-Stadion in Augsburg statt. Neben dem Gastgeber Deutschland nahmen Kanada, die Schweiz und die Slowakei teil.
Das Turnier wurde in einer einfachen Jeder-gegen-Jeden-Runde ausgespielt.

### Spielplan
| 4. November 2016 16:00 Uhr | Kanada Mat Robinson (12:13) Geoff Kinrade (24:52) Derek Roy (58:54) | 3:0 (1:0, 1:0, 1:0) Spielbericht | Schweiz | Curt-Frenzel-Stadion, Augsburg Zuschauer: 4.000 |

| 4. November 2016 19:30 Uhr | Deutschland Nico Krämmer (58:20) | 1:3 (0:0, 0:1, 1:2) Spielbericht | Slowakei Michal Čajkovský (33:24) Vladimír Dravecký (51:39) Tomáš Hrnka (59:11) | Curt-Frenzel-Stadion, Augsburg Zuschauer: 4.035 |

| 5. November 2016 16:00 Uhr | Slowakei Martin Gernát (10:40) Andrej Kudrna (31:51) Adam Jánošík (33:10) Vladimír Dravecký (PS) | 4:3 SO (1:1, 2:1, 0:1, 0:0, 1:0) Spielbericht | Kanada Kevin Clark (7:49) Matt Ellison (32:30) Greg Scott (47:46) | Curt-Frenzel-Stadion, Augsburg Zuschauer: 4.500 |

| 5. November 2016 19:30 Uhr | Schweiz Yannick Herren (4:19) Reto Schäppi (37:20) | 2:3 (1:0, 1:1, 0:2) Spielbericht | Deutschland Nico Krämmer (25:51) Leonhard Pföderl (45:08) Denis Reul (48:37) | Curt-Frenzel-Stadion, Augsburg Zuschauer: 4.985 |

| 6. November 2016 13:00 Uhr | Schweiz Lino Martschini (41:59) | 1:4 (0:1, 0:0, 1:3) Spielbericht | Slowakei Lukáš Cingeľ (15:17) Michal Čajkovský (43:50) Marcel Haščák (50:46) Marcel Haščák (58:58) | Curt-Frenzel-Stadion, Augsburg Zuschauer: 4.500 |

| 6. November 2016 16:30 Uhr | Deutschland Thomas Greilinger (45:49) | 1:3 (0:3, 0:0, 1:0) Spielbericht | Kanada Kevin Clark (5:23) Derek Roy (17:24) Kevin Clark (18:11) | Curt-Frenzel-Stadion, Augsburg Zuschauer: 5.670 |

### Tabelle
| Platz | Team        | Spiele | S | S2 | N1 | N | Tore  | Punkte |
| ----- | ----------- | ------ | - | -- | -- | - | ----- | ------ |
|       | Slowakei    | 3      | 2 | 1  | 0  | 0 | 11:05 | 8      |
|       | Kanada      | 3      | 2 | 0  | 1  | 0 | 09:05 | 7      |
|       | Deutschland | 3      | 1 | 0  | 0  | 2 | 05:08 | 3      |
| 4.    | Schweiz     | 3      | 0 | 0  | 0  | 3 | 03:10 | 0      |

## Austragung 2017
Der Deutschland Cup 2017 fand vom 10. bis 12. November 2017 im Curt-Frenzel-Stadion in Augsburg mit dem Gastgeber Deutschland, den USA und der Slowakei statt.
Zudem nahm erstmals seit 1993 wieder die Auswahl Russlands am Turnier teil, während die Schweiz nach 18 Teilnahmen in Folge erstmals beim Karjala Cup im Rahmen der Euro Hockey Tour antrat.
Das Turnier wurde in einer einfachen Jeder-gegen-Jeden-Runde ausgespielt.

### Spielplan
| 10. November 2017 16:00 Uhr | USA Bobby Sanguinetti (53:31) | 1:2 (0:1, 0:1, 1:0) Spielbericht | Slowakei Patrik Lamper (5:24) Marek Hovorka (26:05) | Curt-Frenzel-Stadion, Augsburg Zuschauer: 4.220 |

| 10. November 2017 19:30 Uhr | Deutschland Daniel Pietta (13:30) Brent Raedeke (21:58) | 2:8 (1:1, 1:4, 0:3) Spielbericht | Russland Artjom Fjodorow (6:52) Jewgeni Ketow (31:41) Konstantin Okulow (32:43) Dmitri Kagarlizki (36:39) Michail Naumenkow (37:58) Sergei Schumakow (51:33) Ilja Michejew (52:54) Jegor Jakowlew (57:04) | Curt-Frenzel-Stadion, Augsburg Zuschauer: 5.050 |

| 11. November 2017 16:00 Uhr | Deutschland | 0:3 (0:1, 0:0, 0:2) Spielbericht | Slowakei Martin Bakoš (4:06) Marcel Haščák (47:15) Peter Čerešňák (59:37) | Curt-Frenzel-Stadion, Augsburg Zuschauer: 6.139 |

| 11. November 2017 19:30 Uhr | Russland Albert Jarullin (33:51) Michail Naumenkow (35:16) Maxim Karpow (37:34) Ilja Michejew (57:29) Wiktor Tichonow (59:48) | 5:2 (0:2, 3:0, 2:0) Spielbericht | USA Mark Arcobello (0:50) Chad Kolarik (12:28) | Curt-Frenzel-Stadion, Augsburg Zuschauer: 6.139 |

| 12. November 2017 13:15 Uhr | Slowakei Marcel Haščák (24:28) Marek Ďaloga (25:39) | 2:4 (0:1, 2:2, 0:1) Spielbericht | Russland Alexei Makejew (03:17) Alexei Makejew (32:22) Alexei Makejew (38:57) Alexei Makejew (58:29) | Curt-Frenzel-Stadion, Augsburg Zuschauer: 5.190 |

| 12. November 2017 16:45 Uhr | USA Broc Little (37:55) | 1:5 (0:1, 1:3, 0:1) Spielbericht | Deutschland Frank Mauer (3:05) Brent Raedeke (23:03) Brooks Macek (32:16) Thomas Holzmann (33:59) Yannic Seidenberg (57:16) | Curt-Frenzel-Stadion, Augsburg Zuschauer: 5.310 |

### Tabelle
| Platz | Team        | Spiele | S | S2 | N1 | N | Tore  | Punkte |
| ----- | ----------- | ------ | - | -- | -- | - | ----- | ------ |
|       | Russland    | 3      | 3 | 0  | 0  | 0 | 17:06 | 9      |
|       | Slowakei    | 3      | 2 | 0  | 0  | 1 | 07:05 | 6      |
|       | Deutschland | 3      | 1 | 0  | 0  | 2 | 07:12 | 3      |
| 4.    | USA         | 3      | 0 | 0  | 0  | 3 | 04:12 | 0      |

## Austragung 2018
Der Deutschland Cup 2018 wurde vom 8. bis 11. November 2018 mit vier Teams im Königpalast in Krefeld ausgetragen. Neben dem Gastgeber Deutschland nahmen Russland, die Schweiz und die Slowakei teil.
Das Turnier wurde in einer einfachen Jeder-gegen-Jeden-Runde ausgespielt.

### Spielplan
| 8. November 2018 15:30 Uhr | Slowakei Dávid Bondra (1:54) Marcel Haščák (42:50) | 2:3 (1:0, 0:2, 1:1) Spielbericht | Schweiz Dario Simion (29:03) Noah Rod (37:53) Inti Pestoni (47:54) | Königpalast, Krefeld Zuschauer: 3.500 |

| 8. November 2018 19:00 Uhr | Deutschland Leonhard Pföderl (20:53) Leonhard Pföderl (28:05) Frank Mauer (39:38) | 3:4 n. V. (0:1, 3:1, 0:1, 0:1) Spielbericht | Russland Nikolai Demidow (16:08) Dmitri Judin (23:50) Andrei Tschibissow (50:17) Artjom Semtschonok (60:22) | Königpalast, Krefeld Zuschauer: 4.180 |

| 10. November 2018 13:30 Uhr | Deutschland Leonhard Pföderl (1:27) Lean Bergmann (51:32) Marcel Noebels (59:19) | 3:4 SO (1:2, 0:1, 2:0, 0:0, 0:1) Spielbericht | Schweiz Yannick Herren (2:20) Noah Rod (9:09) Noah Rod (28:03) Lino Martschini (PS) | Königpalast, Krefeld Zuschauer: 6.113 |

| 10. November 2018 17:00 Uhr | Russland Nikita Michailow (13:50) Konstantin Okulow (41:05) | 2:1 (1:1, 0:0, 1:0) Spielbericht | Slowakei Andrej Kudrna (8:10) | Königpalast, Krefeld Zuschauer: 6.207 |

| 11. November 2018 11:00 Uhr | Schweiz Roger Karrer (11:54) Christoph Bertschy (17:05) | 2:4 (2:1, 0:1, 0:2) Spielbericht | Russland Daniil Iljin (2:11) Artjom Semtschonok (31:16) Roman Abrossimow (43:20) Dmitri Judin (51:38) | Königpalast, Krefeld Zuschauer: 3.665 |

| 11. November 2018 14:30 Uhr | Deutschland | 0:2 (0:0, 0:0, 0:2) Spielbericht | Slowakei Marcel Haščák (54:37) Radovan Puliš (55:01) | Königpalast, Krefeld Zuschauer: 4.295 |

### Tabelle
| Platz | Team        | Spiele | S | S2 | N1 | N | Tore  | Punkte |
| ----- | ----------- | ------ | - | -- | -- | - | ----- | ------ |
|       | Russland    | 3      | 2 | 1  | 0  | 0 | 10:06 | 8      |
|       | Schweiz     | 3      | 1 | 1  | 0  | 1 | 09:09 | 5      |
|       | Slowakei    | 3      | 1 | 0  | 0  | 2 | 05:05 | 3      |
| 4.    | Deutschland | 3      | 0 | 0  | 2  | 1 | 06:10 | 2      |

## Austragung 2019
Der Deutschland Cup 2019 fand vom 7. bis 10. November 2019 mit vier Teams in der Yayla-Arena in Krefeld statt. Neben dem Gastgeber Deutschland nahmen Russland, die Schweiz und die Slowakei teil.
Das Turnier wurde in einer einfachen Jeder-gegen-Jeden-Runde ausgespielt.

### Spielplan
| 7. November 2019 16:15 Uhr | Slowakei Filip Krivošík (55:56) Andrej Kudrna (56:24) | 2:5 (0:0, 0:3, 2:2) Spielbericht | Schweiz Jason Fuchs (30:38) Alessio Bertaggia (35:53) Tyler Moy (37:19) Raphael Prassl (56:58) Pius Suter (59:00) | Yayla-Arena, Krefeld Zuschauer: 2.900 |

| 7. November 2019 19:45 Uhr | Deutschland Daniel Pietta (12:50) Simon Sezemsky (22:58) Maximilian Kammerer (34:25) Felix Schütz (53:02) | 4:3 (1:2, 2:1, 1:0) Spielbericht | Russland Pawel Porjadin (4:21) Andrei Jermakow (16:15) Artjom Wolkow (37:49) | Yayla-Arena, Krefeld Zuschauer: 3.025 |

| 9. November 2019 13:00 Uhr | Deutschland Frederik Tiffels (3:51) Daniel Pietta (47:22) Daniel Fischbuch (50:13) | 3:4 n. V. (1:0, 0:1, 2:2, 0:1) Spielbericht | Schweiz Noah Rod (32:09) Pius Suter (41:15) Luca Fazzini (52:09) Pius Suter (64:59) | Yayla-Arena, Krefeld Zuschauer: 6.217 |

| 9. November 2019 16:30 Uhr | Russland Sergei Toltschinski (19:11) Wladislaw Kodola (41:24) Sergei Toltschinski (60:44) | 3:2 n. V. (1:0, 0:1, 1:1, 1:0) Spielbericht | Slowakei Adam Liška (27:01) Filip Krivošík (55:39) | Yayla-Arena, Krefeld Zuschauer: 6.217 |

| 10. November 2019 11:00 Uhr | Schweiz Simon Le Coultre (21:36) Tyler Moy (41:25) Alessio Bertaggia (46:22) | 3:4 n. P. (0:1, 1:1, 2:1, 0:0, 0:1) Spielbericht | Russland Wladimir Brjukwin (18:13) Daniil Iljin (28:11) Iwan Igumnow (57:01) Artjom Galimow (PS) | Yayla-Arena, Krefeld Zuschauer: 4.312 |

| 10. November 2019 14:30 Uhr | Deutschland Andreas Eder (6:25) Andreas Eder (28:35) | 2:3 n. V. (1:0, 1:1, 0:1, 0:1) Spielbericht | Slowakei Matúš Sukeľ (31:57) Filip Krivošík (55:52) Peter Zuzin (62:08) | Yayla-Arena, Krefeld Zuschauer: 4.633 |

### Tabelle
| Platz | Team        | Spiele | S | S2 | N1 | N | Tore  | Punkte |
| ----- | ----------- | ------ | - | -- | -- | - | ----- | ------ |
|       | Schweiz     | 3      | 1 | 1  | 1  | 0 | 12:09 | 6      |
|       | Deutschland | 3      | 1 | 0  | 2  | 0 | 09:10 | 5      |
|       | Russland    | 3      | 0 | 2  | 0  | 1 | 10:09 | 4      |
| 4.    | Slowakei    | 3      | 0 | 1  | 1  | 1 | 07:10 | 3      |

## Austragung 2020
Der Deutschland Cup 2020 fand wie geplant vom 5. bis 8. November 2020 statt. Das Turnier wurde mit drei Teams in der Yayla-Arena in Krefeld ausgetragen, neben Deutschland und Lettland nahm das Top Team Peking teil, eine Auswahl deutscher Perspektivspieler, die im Hinblick auf das Olympiaturnier 2022 in Peking zusammengestellt wurde. Das Top Team Peking basierte dabei größtenteils auf der U20-Nationalmannschaft.
Ursprünglich waren wie im Vorjahr Russland, die Schweiz und die Slowakei eingeladen; die drei Verbände sagten aber wie das als Ersatz vorgesehene Norwegen aufgrund der Covid-19-Pandemie ab. Das Turnier wurde in einer Jeder-gegen-Jeden-Runde ausgespielt, die beiden besten Mannschaften spielten das Finale. Wegen der Beschränkungen durch die Covid-19-Pandemie fand das Turnier ohne Zuschauer statt. Die Spiele wurden von Magenta Sport übertragen, zwei Spiele zusätzlich auf Sport1.

### Spielplan
| 5. November 2020 19:45 Uhr | Deutschland Y. Ehliz (08:03) M. Michaelis (11:10) M. Brandt (14:14) C. Ugbekilé (17:57) M. Noebels (32:34) M. Brandt (48:07) M. Eisenschmid (49:55) | 7:2 (4:1, 1:0, 2:1) Spielbericht | Top Team Peking N. Kinder (2:51) H. Hänelt (57:04) | Yayla-Arena, Krefeld Zuschauer: – |

| 6. November 2020 17:00 Uhr | Lettland N. Jeļisejevs (8:58) A. Džeriņš (36:57) K. Čukste (38:47) R. Bukarts (45:21) | 4:2 (1:0, 2:2, 1:0) Spielbericht | Top Team Peking F. Reisnecker (25:17) S. Gnyp (35:03) | Yayla-Arena, Krefeld Zuschauer: – |

| 7. November 2020 16:45 Uhr | Deutschland M. Noebels (54:24) M. Plachta (58:27) | 2:0 (0:0, 0:0, 2:0) Spielbericht | Lettland | Yayla-Arena, Krefeld Zuschauer: – |

### Tabelle
| Platz | Team            | Spiele | S | S2 | N1 | N | Tore  | Punkte |
| ----- | --------------- | ------ | - | -- | -- | - | ----- | ------ |
| 1.    | Deutschland     | 2      | 2 | 0  | 0  | 0 | 09:02 | 6      |
| 2.    | Lettland        | 2      | 1 | 0  | 0  | 1 | 04:04 | 3      |
| 3.    | Top Team Peking | 2      | 0 | 0  | 0  | 2 | 04:11 | 0      |

### Finale
| 8. November 2020 14:30 Uhr | Deutschland A. Eder (9:57) M. Michaelis (46:12) | 2:3 n. V. (1:2, 0:0, 1:0, 0:1) Spielbericht | Lettland G. Sprukts (17:44) F. Razgals (17:55) F. Razgals (64:01) | Yayla-Arena, Krefeld Zuschauer: – |

## Austragung 2021

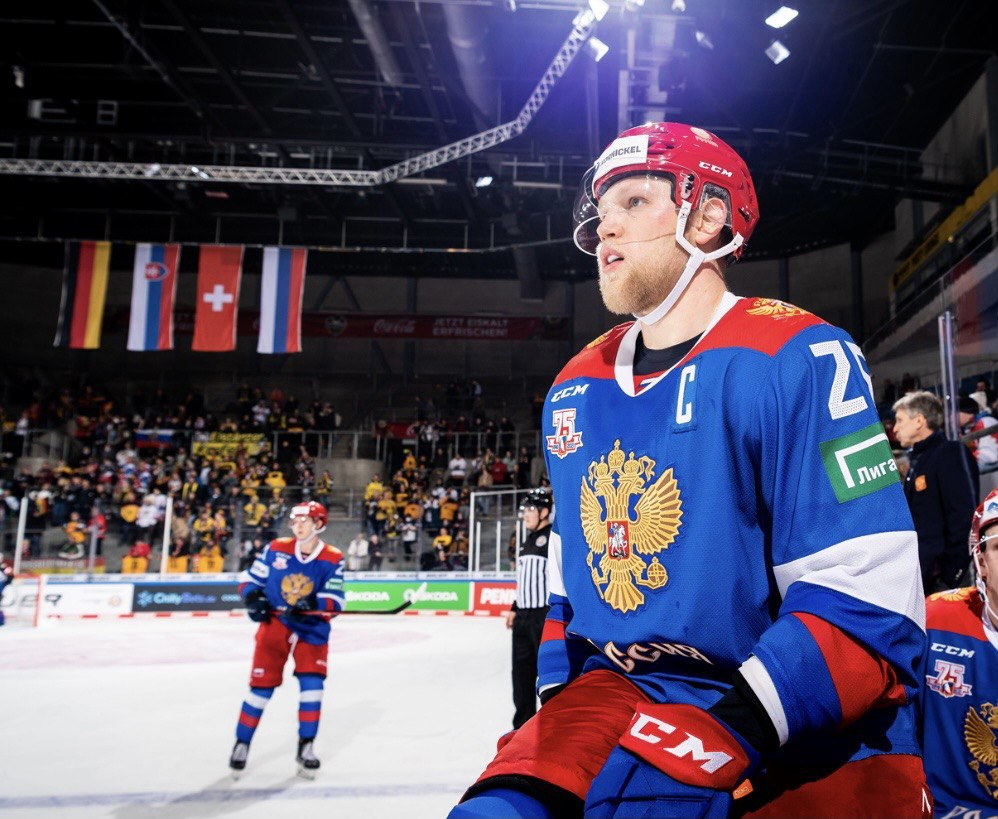
Spieler der russischen Olympia-Auswahl

Der Deutschland Cup 2021 fand vom 11. bis 14. November 2021 mit vier Teams erneut in der Yayla-Arena in Krefeld statt. Wie schon 2019 nahmen neben dem Gastgeber Deutschland auch Russland, die Schweiz und die Slowakei teil. Für Russland spielte die russische Olympiaauswahl, ein Perspektivteam.
Das Turnier wurde in einer einfachen Jeder-gegen-Jeden-Runde ausgespielt.

### Spiele
| 11. November 2021 16:15 Uhr (Ortszeit) | Slowakei David Gríger (3:00) David Gríger (29:32) Michal Krištof (46:11) Adrián Holešinský (57:49) Martin Vitaloš (58:15) Samuel Takáč (58:42) Patrik Hrehorčák (59:57) | 7:1 (1:1, 1:0, 5:0) Spielbericht | Schweiz Enzo Corvi (12:31) | Yayla-Arena, Krefeld Zuschauer: 1.560 |

| 11. November 2021 19:45 Uhr | Deutschland Lean Bergmann (9:05) Yasin Ehliz (12:52) Leonhard Pföderl (27:29) Tobias Rieder (41:39) | 4:3 (2:2, 1:0, 1:1) Spielbericht | Russland Maxim Groschew (7:30) Maxim Zyplakow (8:10) Maxim Sorkin (53:11) | Yayla-Arena, Krefeld Zuschauer: 1.560 |

| 13. November 2021 14:30 Uhr | Deutschland Tobias Rieder (27:13) Leonhard Pföderl (58:11) Patrick Hager (59:23) | 3:0 (0:0, 1:0, 2:0) Spielbericht | Schweiz | Yayla-Arena, Krefeld Zuschauer: 2.678 |

| 13. November 2021 18:00 Uhr | Russland Roman Bytschkow (2:38) | 1:3 (1:2, 0:0, 0:1) Spielbericht | Slowakei Samuel Takáč (5:43) Adrián Holešinský (13:23) Samuel Buček (51:40) | Yayla-Arena, Krefeld Zuschauer: 2.729 |

| 14. November 2021 11:00 Uhr | Schweiz Andres Ambühl (36:55) Sven Andrighetto (38:18) Inti Pestoni (58:10) | 3:2 (0:1, 1:0, 2:1) Spielbericht | Russland Juri Pautow (19:38) Sergei Gontscharuk (29:38) | Yayla-Arena, Krefeld Zuschauer: 2.172 |

| 14. November 2021 14:30 Uhr | Deutschland Leonhard Pföderl (0:14) Tobias Rieder (5:38) Dominik Bittner (38:43) Tobias Rieder (55:31) | 4:1 (2:0, 1:1, 1:0) Spielbericht | Slowakei Samuel Buček (25:50) | Yayla-Arena, Krefeld Zuschauer: 2.309 |

### Tabelle
| Pl. |             | Sp | S | OTS | OTN | N | Tore | Punkte |
| --- | ----------- | -- | - | --- | --- | - | ---- | ------ |
| 1.  | Deutschland | 3  | 3 | 0   | 0   | 0 | 11:4 | 9      |
| 2.  | Slowakei    | 3  | 2 | 0   | 0   | 1 | 11:6 | 6      |
| 3.  | Schweiz     | 3  | 1 | 0   | 0   | 2 | 4:12 | 3      |
| 4.  | Russland    | 3  | 0 | 0   | 0   | 3 | 6:10 | 0      |

Abkürzungen: Pl. = Platz, Sp = Spiele, S = Siege, OTS = Siege nach Verlängerung (Overtime) oder Penaltyschießen, OTN = Niederlagen nach Verlängerung oder Penaltyschießen, N = Niederlagen

## Austragung 2022
Der Deutschland Cup 2022 fand vom 10. bis 13. November 2022 mit vier Teams zum letzten Mal in der Yayla-Arena in Krefeld statt. Das Teilnehmerfeld umfasste neben dem Gastgeber Deutschland, die Slowakei, Österreich und Dänemark.
Das Turnier wurde in einer einfachen Jeder-gegen-Jeden-Runde ausgespielt.

### Spiele
| 10. November 2022 16:15 Uhr | Österreich Bernd Wolf (18:44) Dominique Heinrich (23:15) Lukas Haudum (60:32) | 3:2 n. V. (1:1, 1:0, 0:1, 1:0) Spielbericht | Slowakei Michal Beno (14:51) Adrián Holešinský (54:51) | Yayla-Arena, Krefeld Zuschauer: 830 |

| 10. November 2022 19:45 Uhr | Deutschland Marc Michaelis (15:09) Daniel Schmölz (32:47) Daniel Schmölz (63:30) | 3:2 n. V. (1:1, 1:1, 0:0, 1:0) Spielbericht | Dänemark Anders Koch (18:56) Nicolai Meyer (25:49) | Yayla-Arena, Krefeld Zuschauer: 1.680 |

| 12. November 2022 14:30 Uhr | Slowakei Viliam Čacho (29:28) Daniil Fominykh (37:33) Viliam Čacho (55:22) | 3:4 n. V. (0:2, 2:1, 1:0, 0:1) Spielbericht | Dänemark Mathias From (11:15) Morten Poulsen (15:39) Kristian Jensen (23:20) Mathias From (61:11) | Yayla-Arena, Krefeld Zuschauer: 1.706 |

| 12. November 2022 17:30 Uhr | Deutschland Andreas Eder (5:45) Tobias Eder (17:26) Danjo Leonhardt (28:34) | 3:0 (2:0, 1:0, 0:0) Spielbericht | Österreich | Yayla-Arena, Krefeld Zuschauer: 3.310 |

| 13. November 2022 11:00 Uhr | Dänemark Christian Wejse (17:53) | 1:3 (1:1, 0:1, 0:1) Spielbericht | Österreich Stefan Gaffal (11:42) Lukas Haudum (28:34) Marco Kasper (47:24) | Yayla-Arena, Krefeld Zuschauer: 1.600 |

| 13. November 2022 14:30 Uhr | Deutschland Tim Wohlgemuth (6:20) Tobias Eder (30:50) Tim Fleischer (59:41) | 3:0 (1:0, 1:0, 1:0) Spielbericht | Slowakei | Yayla-Arena, Krefeld Zuschauer: 3.854 |

### Tabelle
| Pl. |             | Sp | S | OTS | OTN | N | Tore  | Punkte |
| --- | ----------- | -- | - | --- | --- | - | ----- | ------ |
| 1.  | Deutschland | 3  | 2 | 1   | 0   | 0 | 09:02 | 8      |
| 2.  | Österreich  | 3  | 1 | 1   | 0   | 1 | 06:06 | 5      |
| 3.  | Dänemark    | 3  | 0 | 1   | 1   | 1 | 07:09 | 3      |
| 4.  | Slowakei    | 3  | 0 | 0   | 2   | 1 | 05:10 | 2      |

Abkürzungen: Pl. = Platz, Sp = Spiele, S = Siege, OTS = Siege nach Verlängerung (Overtime) oder Penaltyschießen, OTN = Niederlagen nach Verlängerung oder Penaltyschießen, N = Niederlagen

## Austragung 2023
Der Deutschland Cup 2023 wurde vom 8. bis 12. November 2023 in der Fanatec Arena in Landshut ausgetragen. Neben der deutschen Nationalmannschaft nahmen wie im Vorjahr die Auswahlen von Dänemark, Österreich und der Slowakei am Wettbewerb teil. Parallel fand ein Frauenturnier statt. Neben der deutschen Mannschaft nahmen Finnland, Tschechien und Dänemark am Turnier teil.
Das Turnier wurde in einer Einfachrunde ausgespielt.

### Männerturnier

#### Spiele
| 9. November 2023 12:30 Uhr | Österreich Nico Feldner (24:07) | 1:7 (0:4; 1:2; 0:1) Spielbericht | Slowakei Samuel Takáč (07:56) Jozef Baláž (12:37) Oliver Okuliar (14:29) Jozef Baláž (14:49) Lukáš Cingeľ (33:30) Oliver Okuliar (33:47) Martin Faško-Rudáš (41:25) | Fanatec Arena, Landshut Zuschauer: 328 |

| 9. November 2023 19:45 Uhr | Deutschland Leonhard Pföderl (25:58) Colin Ugbekilé (52:47) Alexander Ehl (58:06) Maximilian Eisenmenger (59:33) | 4:1 (0:0; 1:1; 3:0) Spielbericht | Dänemark Patrick Russell (39:13) | Fanatec Arena, Landshut Zuschauer: 2.223 |

| 11. November 2023 11:00 Uhr | Slowakei Lukáš Cingeľ (32:29) Oliver Okuliar (54:05) Miloš Roman (57:47) | 3:4 (0:2, 1:1, 2:1) Spielbericht | Dänemark Joachim Blichfeld (8:08) Christian Wejse (16:55) Mikkel Aagaard (24:08) Anders Koch (53:30) | Fanatec Arena, Landshut Zuschauer: 1.500 |

| 11. November 2023 18:00 Uhr | Deutschland Marc Michaelis (31:36) Marc Michaelis (43:27) Filip Varejcka (44:10) Yasin Ehliz (46:26) Daniel Pfaffengut (59:57) | 5:3 (0:1, 1:1, 4:1) Spielbericht | Österreich Benjamin Baumgartner (9:44) Benjamin Baumgartner (27:51) Benjamin Baumgartner (52:47) | Fanatec Arena, Landshut Zuschauer: 4.200 |

| 12. November 2023 11:00 Uhr | Dänemark Phillip Bruggisser (2:26) Christopher Frederiksen (12:20) Mathias From (22:58) Patrick Russell (39:16) Oliver Larsen (41:29) Lucas Andersen (49:54) | 6:1 (2:0, 2:0, 2:1) Spielbericht | Österreich David Maier (56:33) | Fanatec Arena, Landshut Zuschauer: 1.600 |

| 12. November 2022 14:30 Uhr | Deutschland Leonhard Pföderl (55:31) | 1:2 (0:1, 0:0, 1:1) Spielbericht | Slowakei Matej Kašlík (1:06) Lukáš Cingeľ (42:23) | Fanatec Arena, Landshut Zuschauer: 4.200 |

#### Tabelle
| Pl. |             | Sp | S | OTS | OTN | N | Tore  | Punkte |
| --- | ----------- | -- | - | --- | --- | - | ----- | ------ |
| 1.  | Deutschland | 3  | 2 | 0   | 0   | 1 | 10:06 | 6      |
| 2.  | Slowakei    | 3  | 2 | 0   | 0   | 1 | 12:06 | 6      |
| 3.  | Dänemark    | 3  | 2 | 0   | 0   | 1 | 11:08 | 6      |
| 4.  | Österreich  | 3  | 0 | 0   | 0   | 3 | 05:18 | 0      |

Abkürzungen: Pl. = Platz, Sp = Spiele, S = Siege, OTS = Siege nach Verlängerung (Overtime) oder Penaltyschießen, OTN = Niederlagen nach Verlängerung oder Penaltyschießen, N = Niederlagen

### Frauenturnier
Quelle: Suomen Jääkiekkoliitto

#### Spiele
| 8. November 2023 16:15 Uhr | Tschechien Noemi Neubauerova (7:20) Denisa Křížová (12:05) Michaela Pejzlová (18:02) Adéla Šapovalivová (59:57) | 4:2 (3:0; 0:1; 1:1) Spielbericht | Finnland Siiri Yrjölä (32:18) Jenniina Nylund (45:26) | Fanatec Arena, Landshut Zuschauer: 300 |

| 8. November 2023 19:45 Uhr | Deutschland Jennifer Miller (28:24) | 1:0 (0:0; 1:0; 0:0) Spielbericht | Dänemark | Fanatec Arena, Landshut Zuschauer: 1.028 |

| 9. November 2023 16:15 Uhr | Finnland Ronja Savolainen (6:52) Petra Nieminen (24:11) Petra Nieminen (39:37) Ronja Savolainen (41:13) Petra Nieminen (43:03) Lisette Täks (48:21) Lisette Täks (53:01) Noora Tulus (59:48) | 8:0 (1:0, 2:0, 5:0) Spielbericht | Dänemark | Fanatec Arena, Landshut Zuschauer: 520 |

| 10. November 2023 15:00 Uhr | Tschechien Tereza Vanišová (3:28) Tereza Plosová (4:42) Kateřina Mrázová (35:26) Noemi Neubauerová (43:32) Kateřina Mrázová (50:07) | 5:0 (2:0, 1:0, 2:0) Spielbericht | Dänemark | Fanatec Arena, Landshut Zuschauer: 308 |

| 10. November 2023 19:00 Uhr | Deutschland Theresa Wagner (49:05) | 1:8 (0:2, 0:4, 1:2) Spielbericht | Finnland Sanni Vanhanen (10:00) Noora Tulus (13:56) Viivi Vainikka (22:57) Pauliina Salonen (24:10) Julia Liikala (28:12) Jenna Kaila (33:04) Noora Tulus (40:22) Kiira Yrjänen (49:25) | Fanatec Arena, Landshut Zuschauer: 1.667 |

| 11. November 2023 14:30 Uhr | Deutschland | 0:8 (0:3, 0:1, 0:4) Spielbericht | Tschechien Noemi Neubauerová (5:47) Sára Čajanová (8:24) Denisa Křížová (19:45) Vendula Přibylová (39:13) Denisa Křížová (40:44) Noemi Neubauerová (49:49) Tereza Plosová (50:45) Kateřina Mrázová (56:33) | Fanatec Arena, Landshut Zuschauer: 3.007 |

#### Tabelle
| Pl. |             | Sp | S | OTS | OTN | N | Tore | Punkte |
| --- | ----------- | -- | - | --- | --- | - | ---- | ------ |
| 1.  | Tschechien  | 3  | 3 | 0   | 0   | 0 | 17:2 | 9      |
| 2.  | Finnland    | 3  | 2 | 0   | 0   | 1 | 18:5 | 6      |
| 3.  | Deutschland | 3  | 1 | 0   | 0   | 2 | 2:16 | 3      |
| 4.  | Dänemark    | 3  | 0 | 0   | 0   | 3 | 0:14 | 0      |

Abkürzungen: Pl. = Platz, Sp = Spiele, S = Siege, OTS = Siege nach Verlängerung (Overtime) oder Penaltyschießen, OTN = Niederlagen nach Verlängerung oder Penaltyschießen, N = Niederlagen

## Austragung 2024
Der Deutschland Cup 2024 wurde vom 6. bis 10. November 2024 in der Fanatec Arena in Landshut ausgetragen. Neben der deutschen Nationalmannschaft nahmen wie im Vorjahr die Auswahlen von Dänemark, Österreich und der Slowakei am Wettbewerb teil. Parallel fand wieder ein Frauenturnier statt. Neben der deutschen Mannschaft nahmen die Slowakei, Ungarn und Frankreich am Turnier teil.
Das Turnier wurde in einer Einfachrunde ausgespielt.

### Männerturnier

#### Spiele
| 7. November 2024 12:30 Uhr | Österreich | 0:1 (0:1, 0:0, 0:0) Spielbericht | Slowakei P. Cehlárik (13:07) | Fanatec Arena, Landshut Zuschauer: 370 |

| 7. November 2024 19:45 Uhr | Deutschland J. Schütz (8:17) D. Schmölz (11:36) D. Schmölz (17:40) P. Hager (18:34) S. Loibl (32:30) | 5:6 n. P. (4:3, 1:1, 0:1, 0:0, 0:1) Spielbericht | Dänemark L. Andersen (2:37) J. Schmidt-Svejstrup (8:01) D. Madsen (8:28) N. Olesen (23:17) N. Olesen (45:22) N. Olesen (PS) | Fanatec Arena, Landshut Zuschauer: 2.238 |

| 9. November 2024 11:00 Uhr | Österreich A. Wukovits (16:46) L. Thaler (34:48) R. Schnetzer (56:42) | 3:2 (1:0, 1:1, 1:1) Spielbericht | Dänemark N. Olesen (31:11) N. Olesen (47:35) | Fanatec Arena, Landshut Zuschauer: 989 |

| 9. November 2024 18:00 Uhr | Deutschland L. Schinko (27:49) D. Schmölz (56:28) | 2:6 (0:1, 1:1, 1:4) Spielbericht | Slowakei S. Takáč (16:49) M. Korenčík (24:08) M. Faško-Rudáš (43:58) M. Roman (54:14) M. Ivan (55:15) S. Takáč (59:43) | Fanatec Arena, Landshut Zuschauer: 4.200 (ausverkauft) |

| 10. November 2024 11:30 Uhr | Dänemark D. Madsen (24:59) N. Olesen (50:13) | 2:3 n. P. (0:0, 1:2, 1:0, 0:0, 0:1) Spielbericht | Slowakei S. Buček (20:39) A. Lukošik (27:55) K. Pospíšil (PS) | Fanatec Arena, Landshut Zuschauer: 1.200 |

| 10. November 2024 15:00 Uhr | Deutschland L. Schinko (9:42) M. Daubner (23:08) T. Kühnhackl (33:26) D. Pfaffengut (46:21) L. Schinko (56:02) A. Eder (59:13) | 6:0 (1:0, 2:0, 3:0) Spielbericht | Österreich | Fanatec Arena, Landshut Zuschauer: 3.283 |

#### Tabelle
| Pl. |             | Sp | S | OTS | OTN | N | Tore  | Punkte |
| --- | ----------- | -- | - | --- | --- | - | ----- | ------ |
| 1.  | Slowakei    | 3  | 2 | 1   | 0   | 0 | 10:04 | 8      |
| 2.  | Deutschland | 3  | 1 | 0   | 1   | 1 | 13:12 | 4      |
| 3.  | Österreich  | 3  | 1 | 0   | 0   | 2 | 03:09 | 3      |
| 4.  | Dänemark    | 3  | 0 | 1   | 1   | 1 | 10:11 | 3      |

Abkürzungen: Pl. = Platz, Sp = Spiele, S = Siege, OTS = Siege nach Verlängerung (Overtime) oder Penaltyschießen, OTN = Niederlagen nach Verlängerung oder Penaltyschießen, N = Niederlagen
Es zählte bei Punktgleichheit der direkte Vergleich, den Österreich mit 3:2 gegen Dänemark gewann.

### Frauenturnier

#### Spiele
| 6. November 2023 16:15 Uhr | Slowakei E. Tóthová (19:03) J. Hlinka (41:16) R. Košecká (54:05) | 3:4 (1:0, 0:2, 2:2) Spielbericht | Ungarn A. Huszák (25:42) T. Baker (27:16) H. Williams (44:58) H. Williams (53:08) | Fanatec Arena, Landshut Zuschauer: 261 |

| 6. November 2023 19:45 Uhr | Deutschland D. Gleißner (10:13) J. Schiefer (11:24) K. Häckelsmiller (31:03) E. Nix (45:38) | 4:1 (2:1, 1:0, 1:0) Spielbericht | Frankreich L. Cedelle (16:36) | Fanatec Arena, Landshut Zuschauer: 1.260 |

| 7. November 2023 16:15 Uhr | Frankreich C. Gentien (1:52) C. Rozier (31:07) C. Rozier (37:51) L. Baudrit (51:27) C. Rozier (59:11) | 5:3 (1:2, 2:0, 2:1) Spielbericht | Slowakei L. Halušková (5:48) T. Blichová (11:50) J. Hlinka (45:35) | Fanatec Arena, Landshut Zuschauer: 660 |

| 8. November 2023 15:00 Uhr | Ungarn I. Horváth (22:04) M. Imets (49:11) L. Odnoga (53:55) R. Dabasi (63:57) | 4:3 n. V. (0:1, 1:1, 2:1, 1:0) Spielbericht | Frankreich M. Huot (10:14) C. Rozier (37:18) C. Rozier (45:45) | Fanatec Arena, Landshut Zuschauer: 327 |

| 8. November 2023 19:00 Uhr | Deutschland N. Hadraschek-Eisenschmid (18:49) D. Gleißner (41:11) | 2:1 (1:1, 0:0, 1:0) Spielbericht | Slowakei E. Tóthová (5:47) | Fanatec Arena, Landshut Zuschauer: 2.138 |

| 9. November 2022 14:30 Uhr | Deutschland E. Nix (14:45) J. Schiefer (34:28) N. Hadraschek-Eisenschmid (59:27) | 3:1 (1:0, 1:0, 1:1) Spielbericht | Ungarn K. Jókai Szilágyi (52:46) | Fanatec Arena, Landshut Zuschauer: 3.070 |

#### Tabelle
| Pl. |             | Sp | S | OTS | OTN | N | Tore  | Punkte |
| --- | ----------- | -- | - | --- | --- | - | ----- | ------ |
| 1.  | Deutschland | 3  | 3 | 0   | 0   | 0 | 09:03 | 9      |
| 2.  | Ungarn      | 3  | 1 | 1   | 0   | 1 | 09:09 | 5      |
| 3.  | Frankreich  | 3  | 1 | 0   | 1   | 1 | 09:11 | 4      |
| 4.  | Slowakei    | 3  | 0 | 0   | 0   | 3 | 07:11 | 0      |

Abkürzungen: Pl. = Platz, Sp = Spiele, S = Siege, OTS = Siege nach Verlängerung (Overtime) oder Penaltyschießen, OTN = Niederlagen nach Verlängerung oder Penaltyschießen, N = Niederlagen
Das deutsche Frauen-Eishockey-Nationalteam gewann ohne Niederlage den Deutschland Cup der Frauen.

## Austragung 2025
Der Deutschland Cup 2025 wird vom 5. bis 9. November 2025 in der VR-Bank Landshut Arena in Landshut ausgetragen. Neben der deutschen Nationalmannschaft nehmen die Auswahlen von Lettland (neu), Österreich und der Slowakei am Wettbewerb teil. Parallel wird wieder ein Frauenturnier stattfinden. Neben der deutschen Mannschaft nehmen die Slowakei, Ungarn und Frankreich am Turnier teil.
Das Turnier wird in einer Einfachrunde ausgespielt.